# Tyrrhenisches Meer

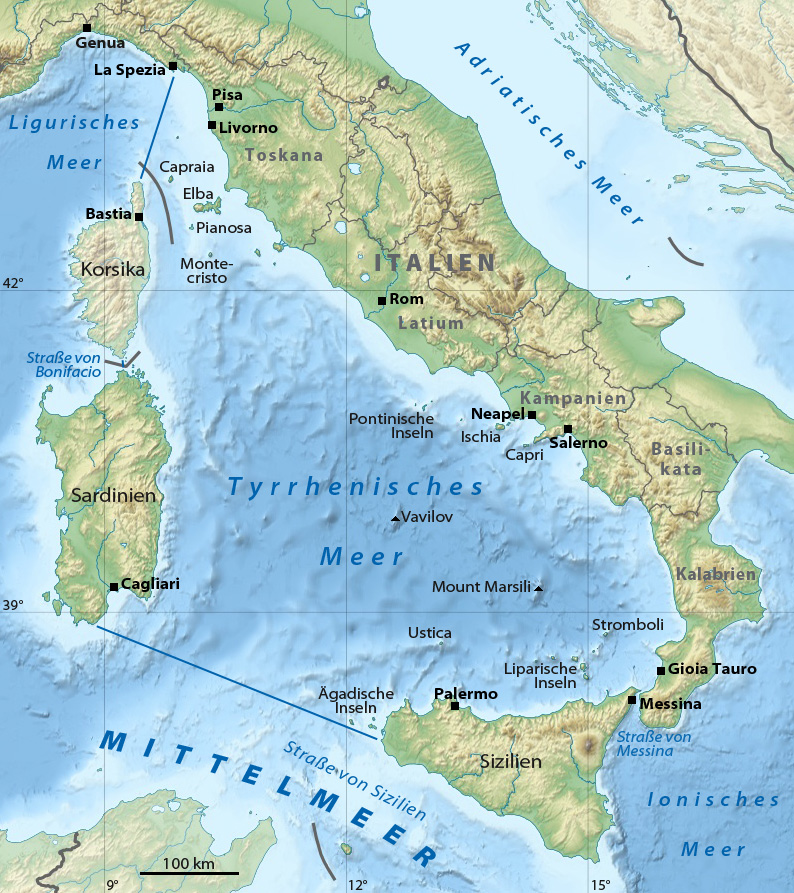
Physische Karte des Tyrrhenischen Meeres

Das Tyrrhenische Meer (italienisch Mar Tirreno, französisch Mer Tyrrhénienne) ist ein Teil des Mittelmeers. Es liegt westlich der Apenninhalbinsel zwischen den Inseln Sardinien, Korsika und Sizilien. Nördlich schließt sich das Ligurische Meer, südlich das offene Mittelmeer und im Osten über die Straße von Messina das Ionische Meer an. Im Westen stellt die Straße von Bonifacio den Übergang in das offene Mittelmeer dar. Der Name entstand aus der griechischen Bezeichnung Τυρρηνοί (Tyrrhenoí) für die Etrusker, die auf dem angrenzenden Festland siedelten.
Das Meer liegt über einem komplexen plattentektonischen System und ist erdgeschichtlich jung. Vulkanismus prägte Küsten und Inseln. Ozeanische Erdkruste bildet Teile des Tiefseebodens, der von Gräben und Tiefseebergen geprägt ist. Das Meer ist etwa 3600 Meter tief. Inmitten des dicht bevölkerten westlichen Mittelmeerraums gelegen, war das Tyrrhenische Meer seit der Antike Handels- und Kriegsschauplatz. Zu den Seefahrern auf dem Meer zählten Etrusker, Griechen, Römer, Vandalen, Normannen, Genueser, Spanier und Franzosen. Rom ist durch das Tyrrhenische Meer mit dem weiteren Mittelmeer verbunden, ebenso wie der Seeweg von Marseille und Genua nach Osten und zum Suezkanal durch das Tyrrhenische Meer führt. Wichtigster Hafen am Meer ist der Hafen Gioia Tauro in Kalabrien.
Im Vergleich zum restlichen Mittelmeer weist das Tyrrhenische Meer eine eher niedrige Bioproduktivität auf. Biologisch bedeutend sind die meist felsigen Küstenbereiche, in denen sich unter anderem Edelkorallen und Langusten ansiedeln. Küsten wie der Golf von Neapel, die Amalfiküste, die sizilianischen Küsten und kleinere Inseln wie Capri oder Ischia zählen seit den Anfängen des modernen Tourismus zu den beliebtesten Touristenregionen der Welt.

## Name
Der Name des Meeres leitet sich von der griechischen Bezeichnung für die Etrusker ab, die im Altgriechischen Tyrrhenoi hießen. Die Etrusker, die etwa in der Gegend lebten, in der sich heute die Toskana befindet, waren der griechischen Überlieferung nach von dem Prinzen Tyrrhenus aus Lydien an ihren späteren Siedlungsraum geführt worden. Im Latein des Römischen Reichs war das Meer das Mare Tyrrhenicum. Der Name und seine Abwandlungen wird auch von den Anrainern selbst benutzt, so lautet der französische Name des Meeres Mer Tyrrhénienne, der italienische Mar Tirreno. Auf ligurisch ist es das Mâ Tirren, sizilianisch und korsisch heißt es Mari Tirrenu, auf Sardisch ist es das Mare Tirrenicu.

## Geografie

### Lage
Das Tyrrhenische Meer liegt zwischen der Apenninhalbinsel im Osten, den Inseln Sardinien und Korsika im Westen, Sizilien im Südosten, im Norden grenzt es an das Ligurische Meer und im Süden an das offene Mittelmeer. Auf dem italienischen Festland grenzt es an die Regionen Toskana, Latium, Kampanien, Basilikata und Kalabrien. Das Meer umfasst eine Fläche von 231.000 km².
Die genauen Grenzen verlaufen nach der Definition der IHO:
- In der Straße von Messina vom nördlichsten Punkt von Kap Paci (38° 15′ 27″ N, 15° 42′ 52″ O) bis zum nordöstlichsten Punkt Siziliens bei Kap Peloro (38° 16′ 3″ N, 15° 39′ 11″ O).
- Im Südwesten (der Straße von Sizilien) vom westlichsten Punkt Siziliens (Kap Lilibeo) (37° 48′ 7″ N, 12° 25′ 27″ O) zum südlichsten Punkt Sardiniens (Kap Teulada) (38° 51′ 51″ N, 8° 38′ 44″ O).
- In der Straße von Bonifacio vom westlichsten Punkt von Capo Testa auf Sardinien (41° 14′ 15″ N, 9° 8′ 17″ O) zum südwestlichsten Punkt von Kap Feno (41° 23′ 31″ N, 9° 5′ 46″ O) auf Korsika.
- Im Norden: Eine Linie von Cap Corse (43° 0′ 37″ N, 9° 23′ 0″ O) nach Tinetto (44° 1′ 25″ N, 9° 51′ 3″ O), durch die Inseln Tino und Palmaria bis zum Sankt-Pietro-Punkt (44° 2′ 53″ N, 9° 49′ 57″ O) an der italienischen Festlandsküste.

### Entstehung

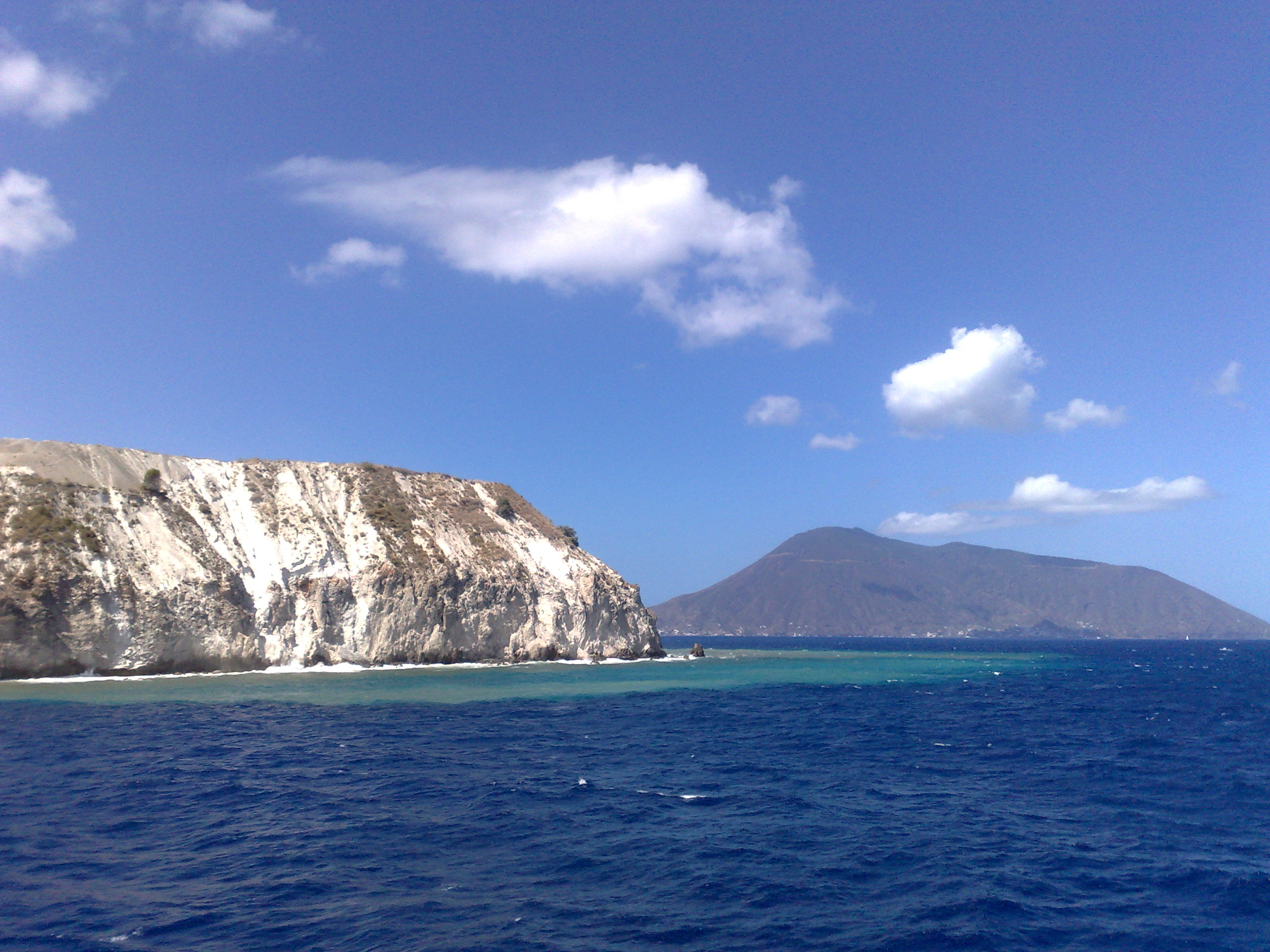
Lipari und Salina im Tyrrhenischen Meer

Das Tyrrhenische Meer ist erdgeschichtlich deutlich jünger als das restliche Mittelmeer. Es öffnete sich als Backarc-Becken vor vermutlich 7 Millionen Jahren im Miozän. Die Bewegung endete vor etwa 3 Millionen Jahren im Pliozän. Zur Zeit der beginnenden Öffnung lag der korsisch-sardische Kontinentalblock neben der Adriatischen Platte. Eurasische und Afrikanische Platte schoben den korsisch-sardinischen Block in Nord-Süd-Richtung zusammen, als Folge davon drehte sich die Adriatische Platte gegen den Uhrzeigersinn und das Tyrrhenische Meer öffnete sich in Ost-West-Richtung.
Die Kruste unter dem Tyrrhenischen Meer weist zwar Strukturen echter ozeanischer Kruste auf, jedoch hat diese ein beschränktes Volumen. Die tiefsten Schichten bestehen im allergrößten Teil des Meeres aus gedehnter Kontinentalkruste. Die dünne Kruste des Tyrrhenischen Meers grenzt im Osten an die Kalabrische Subduktionszone und wird im Norden und Süden von der Adriatischen und Afrikanischen Platte eingeklemmt. Unter dem Tyrrhenischen Meer liegt der subduzierte Teil der ionischen Platte.
In den letzten 13.000 Jahren ist der Wasserspiegel im Tyrrhenischen Meer um 67 Meter gestiegen. Regelmäßige Messungen des Anstiegs gibt es seit 1884. Der durchschnittliche Anstieg betrug zwischen 1897 und 1942 im Jahr 1,2 Millimeter, zwischen 1931 und 1971 im Schnitt 1,54 Millimeter/Jahr und bis Ende der 1980er betrug er 1,6 Millimeter im Jahr.

### Gestalt und Hydrologie

#### Gestalt

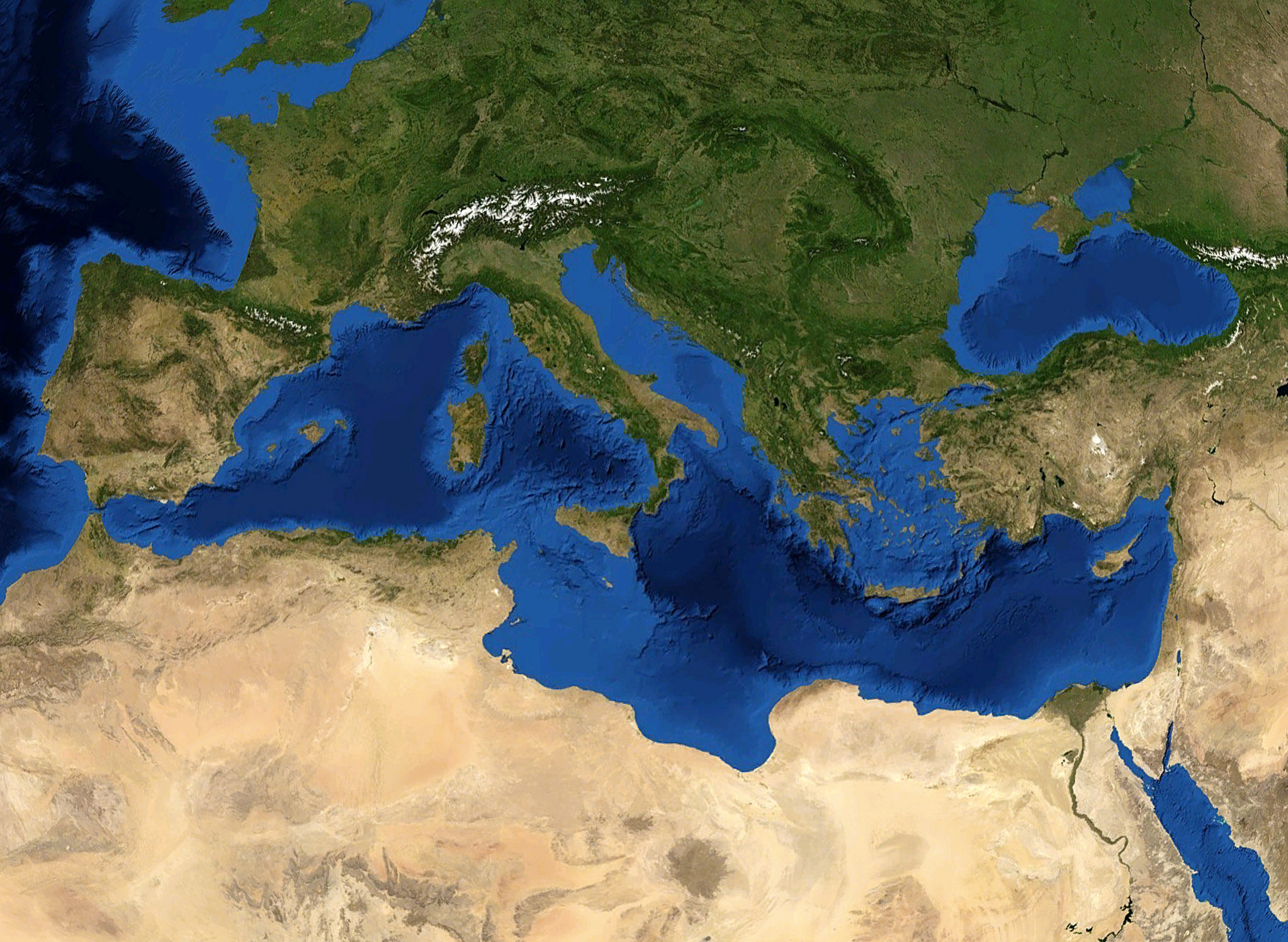
Satellitenaufnahme des Mittelmeeres mit eingefügter Reliefdarstellung des Meeresbodens

Das Meer hat eine etwa dreieckige Gestalt. Die maximale Tiefe ist unklar, Angaben liegen meist bei etwa 3600 Meter, reichen aber von etwa 3.400 bis 3.840 Meter. Der Kontinentalschelf ist schmal und erreicht Breiten von 10 bis 40 Kilometern. Insgesamt entfallen von den 231.000 km² Gesamtfläche 14.800 km² auf den Kontinentalschelf und weitere 48.600 km² auf den Kontinentalhang. Den Rest der Fläche nehmen Tiefseebecken ein. Die Bodengestalt lässt sich anhand tektonischer und magnetischer Kriterien etwa auf 41 Grad nördlicher Breite teilen. Südlich dieser Linie ist die Kruste deutlich dünner und die vulkanischen Unregelmäßigkeiten sind deutlich ausgeprägter.
Im Norden des Meeres bildet der Canale di Corsica die Hauptverbindung zwischen dem Tyrrhenischen Tiefseebecken und dem nördlich gelegenen Ligurisch-Provenzalischen Becken. Die Tiefseerinne ist etwa 100 Kilometer lang und an ihrer engsten Stelle zwischen dem toskanischen Schelf mit den Inseln Capraia und Korsika nur etwa 30 Kilometer breit. Sie erreicht Tiefen von 460 Metern. Das nördliche Tyrrhenische Meer wird nicht tiefer als 2000 Meter. Die westliche Hälfte, das sogenannte Korsika-Becken, ist vergleichsweise flach. Auf dem zentralen Rücken liegen die Inseln Elba, Montecristo, Capraia und Pianosa. An der Küste liegt der wieder vergleichsweise flache toskanische Schelf. Die Seamounts Etruschi und Cialdi liegen am Übergang zum tieferen südlichen Tyrrhenischen Meer. Die Erdkruste ist im nördlichen Tyrrhenischen Meer etwa 25 Kilometer dick.
Der südliche Teil des Tyrrhenischen Meers besteht zum Teil vermutlich aus basaltischer Ozeankruste. Die Erdkruste ist bei Sardinien im Westen etwa 30 Kilometer dick und verdünnt sich nach Westen auf Werte zwischen fünf und zehn Kilometer. Besonders dünn ist die Kruste hier im zentralen Bereich unter den Tiefseebergen Vavilov und Marsili, die zudem über einem vergleichsweise weichen Erdmantel liegt. Ähnliche Charakteristika finden sich unter Ischia. Das Tyrrhenische Meer besitzt damit die dünnste Erdkruste im Mittelmeer. Der Boden dort ist komplex, aus zahlreichen Abhängen und vergleichsweise kleinen, tiefen Ebenen bestehend. Diese werden umgeben von Tiefseebergen, die sich aber auch inmitten der Ebenen befinden können. Dazu kommt eine variable und komplexe Küstenlinie. Von der sizilianischen Nordküste aus fällt der Meeresgrund steil in ein Becken ab, das zu den tiefsten Stellen des Meeres gehört. An der sizilianischen Küste zur Italienischen Halbinsel hin, ist die Steigung weniger ausgeprägt.
Das südliche Tyrrhenische Meer zeigt zahlreiche magmatische Bodenstrukturen, die sich bis zu knapp dreitausend Meter weit auftürmen können. Dazu gehören mehrere Tiefseeberge vulkanischen Ursprungs wie Vavilov und Marsili. Marsili erhebt sich dabei 2600 Meter über den Meeresboden und scheint aus den ältesten Gesteinen zu bestehen. Die nördlich Siziliens gelegenen Liparischen Inseln sind jünger als das Tyrrhenische Meer und nur etwa eine Million Jahre alt. Sie formierten sich aufgrund von Magma-Bewegungen, die auftraten als sich die Ionische Platte unter das Tyrrhenische Meer schob. Die Insel Ustica liegt auf Kontinentalkruste im Übergangsbereich zwischen Tyrrhenischer Ozeankruste und den umgebenden Platten und ist vulkanischen Ursprungs.

#### Hydrologie
Da das gesamte Mittelmeer nur über die enge Straße von Gibraltar mit dem Atlantik verbunden ist, sind die Gezeiten kaum ausgeprägt. Die Strömungsverhältnisse im Meer werden fast ausschließlich von länger anhaltenden saisonalen Strömungen bestimmt, die aber vergleichsweise schwach sind. Stärkere Strömungen kommen vor allem in den Verbindungen zu anderen Meeren auf. Die Straße von Bonifacio weist starke Strömungen auf, ebenso wie die Straße von Messina. In letzterer sind diese besonders ausgeprägt, da die Gezeiten im Tyrrhenischen Meer im Norden und im Ionischen Meer im Süden gegenläufig sind, so dass Hochwasser in einem Meer auf Niedrigwasser im anderen Meer trifft und die Strömungsrichtung mit den Gezeiten wechselt.
Das Wasser im Tyrrhenischen Meer fließt prinzipiell in allen Tiefen aus dem Süden in den Norden. Auch im Vergleich zu anderen Becken des Mittelmeers zeichnet sich das Tyrrhenische Meer durch ausgeprägt barotropische Verhältnisse aus, in denen einzelne Wasserschichten ähnlich zirkulieren. Im Winter findet sich in allen Wasserschichten eine klare Zirkulation gegen den Uhrzeigersinn. Im Frühjahr und Sommer schwächt sich dies ab, im Sommer entsteht eine Oberflächenströmung in umgekehrter Richtung. Ganzjährig fließt das Wasser in allen Tiefenlagen aus dem Tyrrhenischen Meer Richtung Norden in das Ligurische Meer.
Oberflächenwasser kommt mit dem Algerischen Strom aus dem westlichen offenen Mittelmeer. Es rotiert im Tyrrhenischen Meer gegen den Uhrzeigersinn, bevor es ins Ligurische Meer fließt. Es besteht aus Modifiziertem Atlantischem Wasser mit einer Temperatur von etwa 16,5 Grad und einem Salzgehalt von 36,5.
Die mittlere Wasserregion in etwa 200 bis 600 Meter Tiefe besteht aus Mediterranean Intermediate Water (MIW), das eine Temperatur von 14,5 Grad hat und einen Salzgehalt von 38,75. Es hat seinen Ursprung im östlichen Mittelmeer an der Levante und fließt aus dem offenen Mittelmeer an der sardischen Küste nordwärts ins Tyrrhenische Meer, wo es einen Wirbel bildet. Am Meeresboden fließt im Frühjahr West Mediterranean Deep Water (WMDW) aus dem Golfe du Lion in einer Tiefe von etwa 1500 bis 3000 Meter in das Tyrrhenische Meer.
Große Flüsse, die in das Meer fließen, sind Arno und Tiber, wobei der Tiber im Schnitt das größere Wasservolumen hat, der Arno aber deutlich ausgeprägtere Unterschiede zwischen Hoch- und Niedrigständen aufweist und zeitweise den Tiber an Wassermenge weit übertreffen kann. Durchschnittlich fließt 1225 m³/s Süßwasser direkt in das Meer.

### Klima
In diesem Teilmeer des Mittelmeers herrscht ein subtropisches Mittelmeerklima mit einem heißen, trockenen Sommer und einem milden, regenreichen Winter. Generell nimmt von Norden nach Süden der Niederschlag ab und die Durchschnittstemperatur steigt sowohl im Wasser wie in der Luft. Wassertemperaturen der obersten Wasserschicht im Tyrrhenischen Meer betragen im Winter etwa 13 Grad Celsius und steigen im Sommer auf etwa 23 bis 24 Grad Celsius.
Das – beispielsweise im Vergleich zur Adria – tiefe und weite Tyrrhenische Meer übt einen moderierenden Einfluss auf das Festlandsklima aus, so dass die Sommer hier etwas kühler und die Winter dafür etwas wärmer sind als in anderen Gegenden des Mittelmeerraums. Die italienischen Festlandsküsten sind vergleichsweise regenreich, da hier die feuchten Luftmassen aus dem Tyrrhenischen Meer vom Apennin aufgehalten werden. Sardinien und Sizilien hingegen gehören zu den trockensten Regionen Italiens. Sizilien ist zudem die heißeste Region, durchschnittliche Wintertemperaturen fallen in Sizilien und Kalabrien nicht unter 10 Grad Celsius.

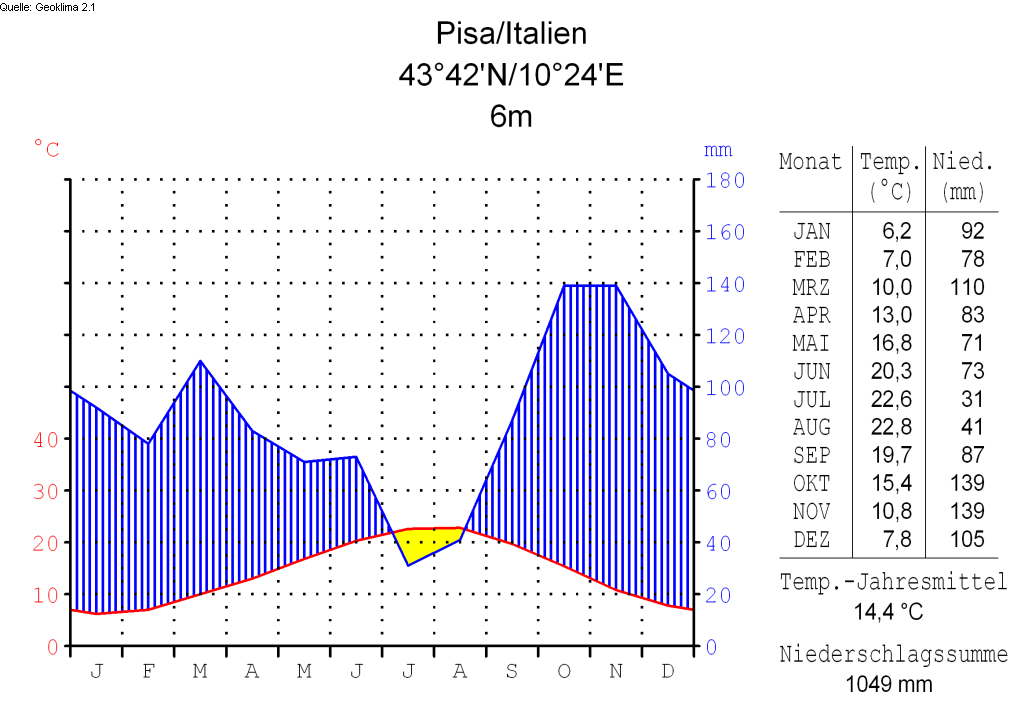
Klimadiagramm Pisa
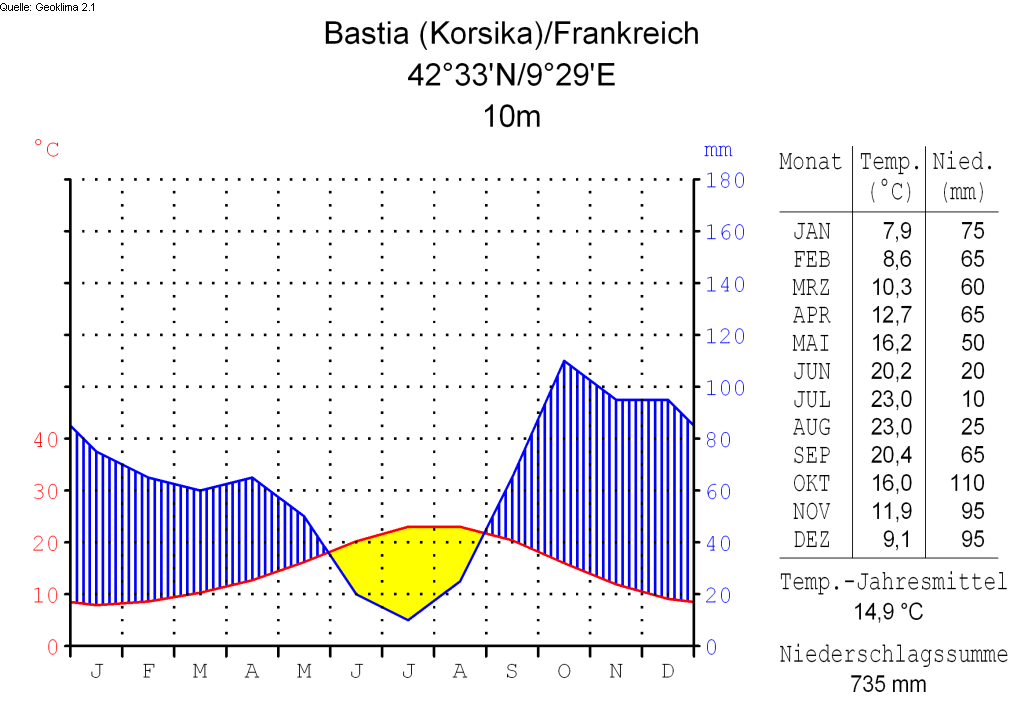
Klimadiagramm Bastia
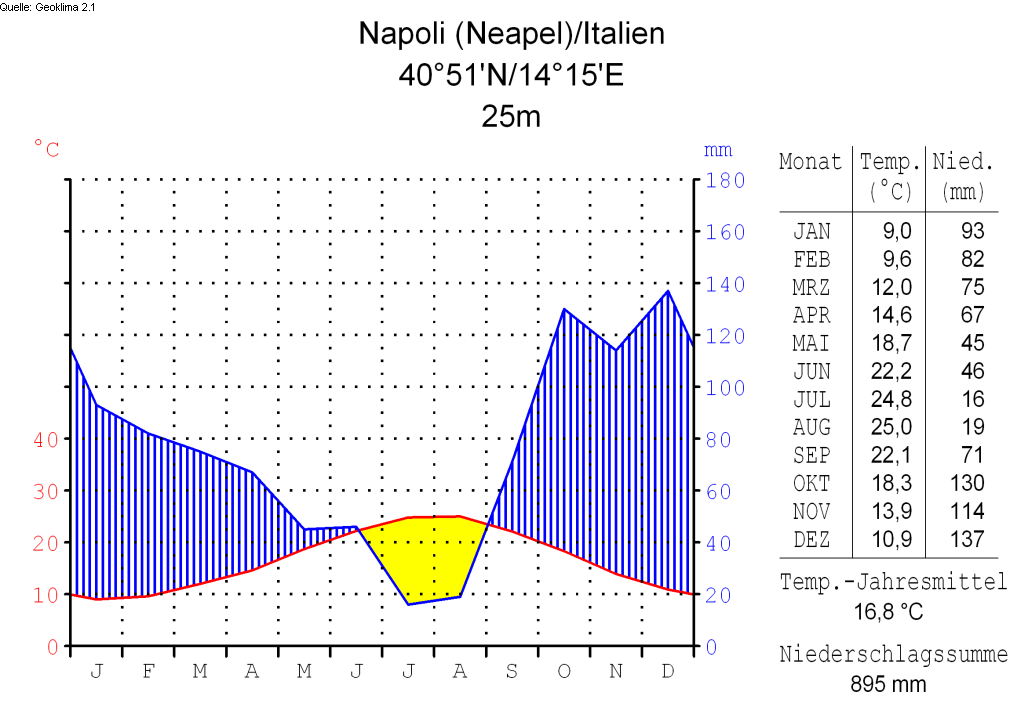
Klimadiagramm Neapel
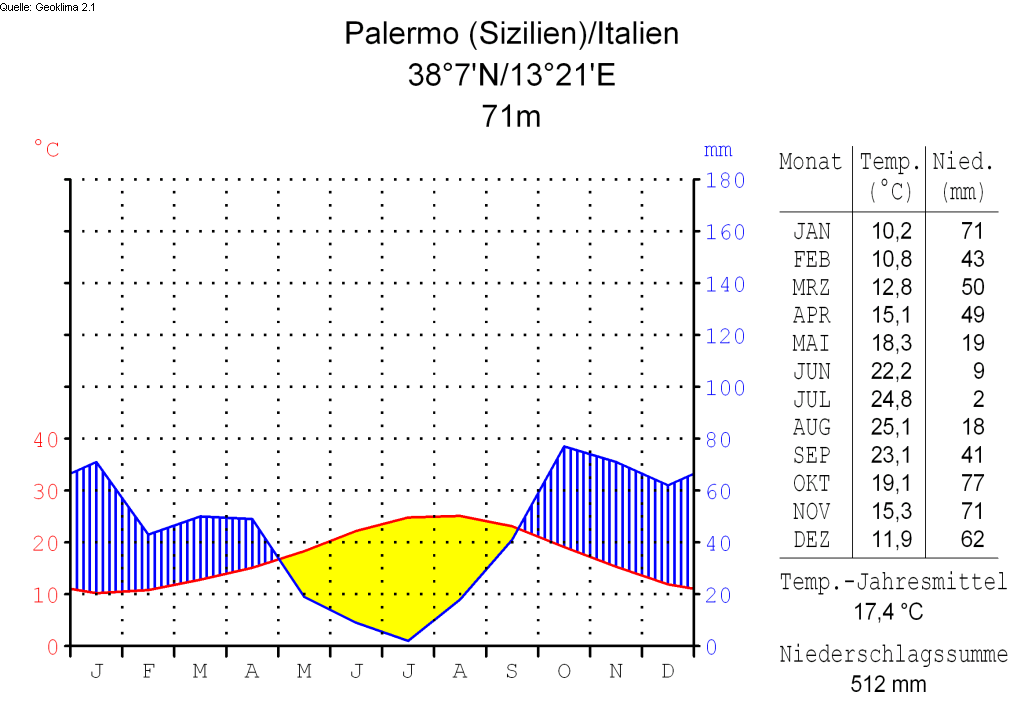
Klimadiagramm Palermo

Im Gegensatz zu den anderen Gebieten des westlichen Mittelmeers hat das Tyrrhenische Meer keine klar dominierende Windrichtung. In den Sommermonaten sind Winde aus Nordwest am häufigsten, Westwinde kommen fast genauso oft vor, und auch Südwest-, Süd- und Südostwinde sind regelmäßig vorhanden. Generell sind die Winde im Sommer eher schwach und das Meer anfällig für häufige Flauten. Im Südtyrrhenischen Meer spielt der aus der Sahara kommende Scirocco eine Rolle. Im Winter und Frühjahr weht der aus Nordwesten kommende Mistral, der sowohl die Windgeschwindigkeiten verstärkt als auch eine vorherrschende Windrichtung etabliert. Im Vergleich etwa zur Nordsee sind die Winde auf dem Tyrrhenischen Meer schwach, die Stürme sind kürzer und weniger stark. Einzig bei singulären Ereignissen wie dem Sturm vom 11. Januar 1987 hinterlassen Stürme Zerstörungen an den Küsten.

## Küsten und Inseln
Küsten und Inseln spiegeln die bewegte erdgeschichtliche Entstehung des Tyrrhenischen Meers wider und sind dementsprechend komplex und abwechslungsreich. Zahlreiche Inseln sind vulkanischen Ursprungs. Der Vulkangürtel Italiens hängt vermutlich eng mit der Öffnung des Tyrrhenischen Meers zusammen. Vulkanismus breitete sich dabei entlang des heutigen Italiens von Norden nach Süden aus, wobei die Vulkane im Norden mittlerweile alle erloschen sind, während der Süden noch zahlreiche aktive Vulkangebiete an den Küsten, auf den Inseln und als Seamounts aufweist.

### Küsten

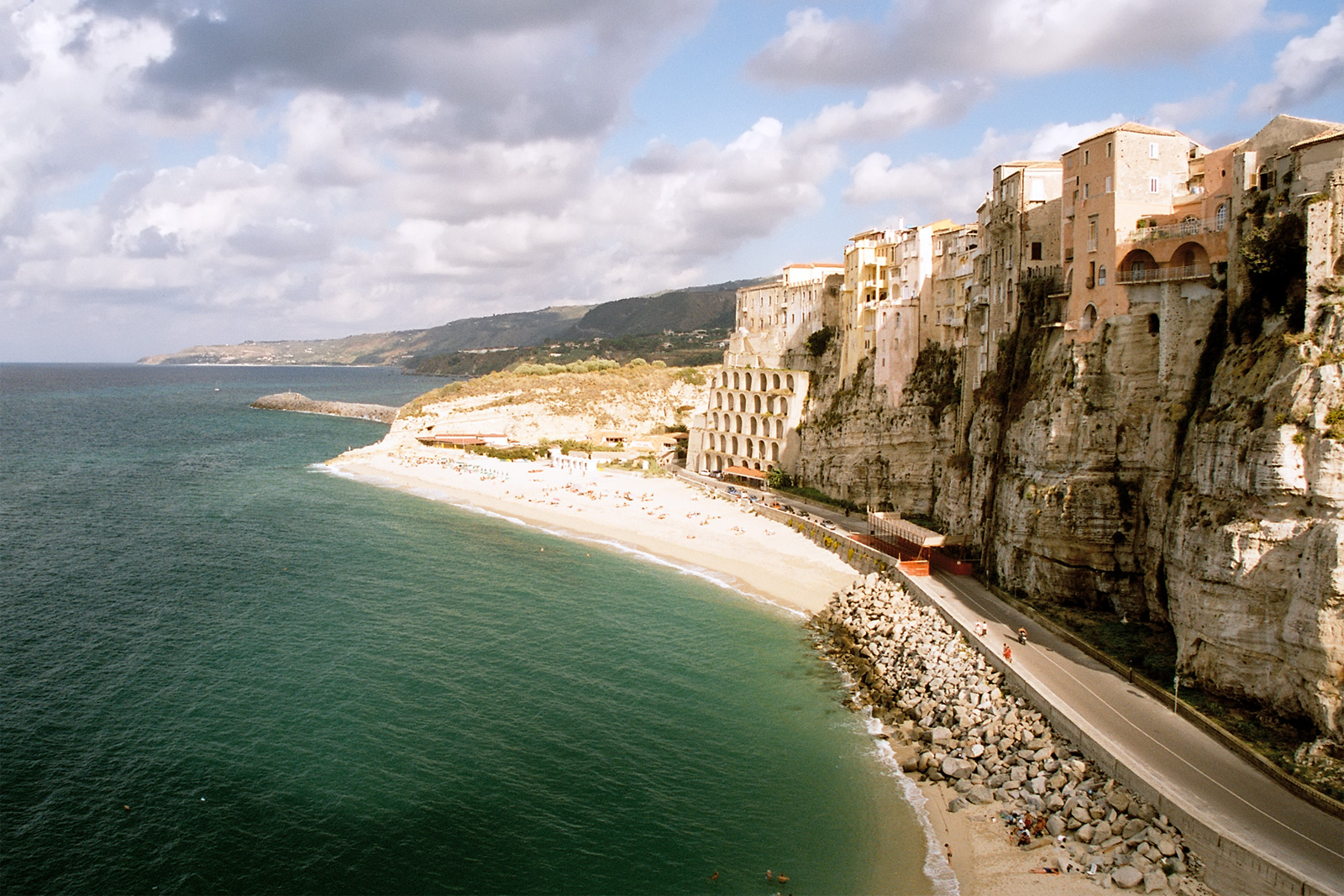
Tropea, Kalabrien

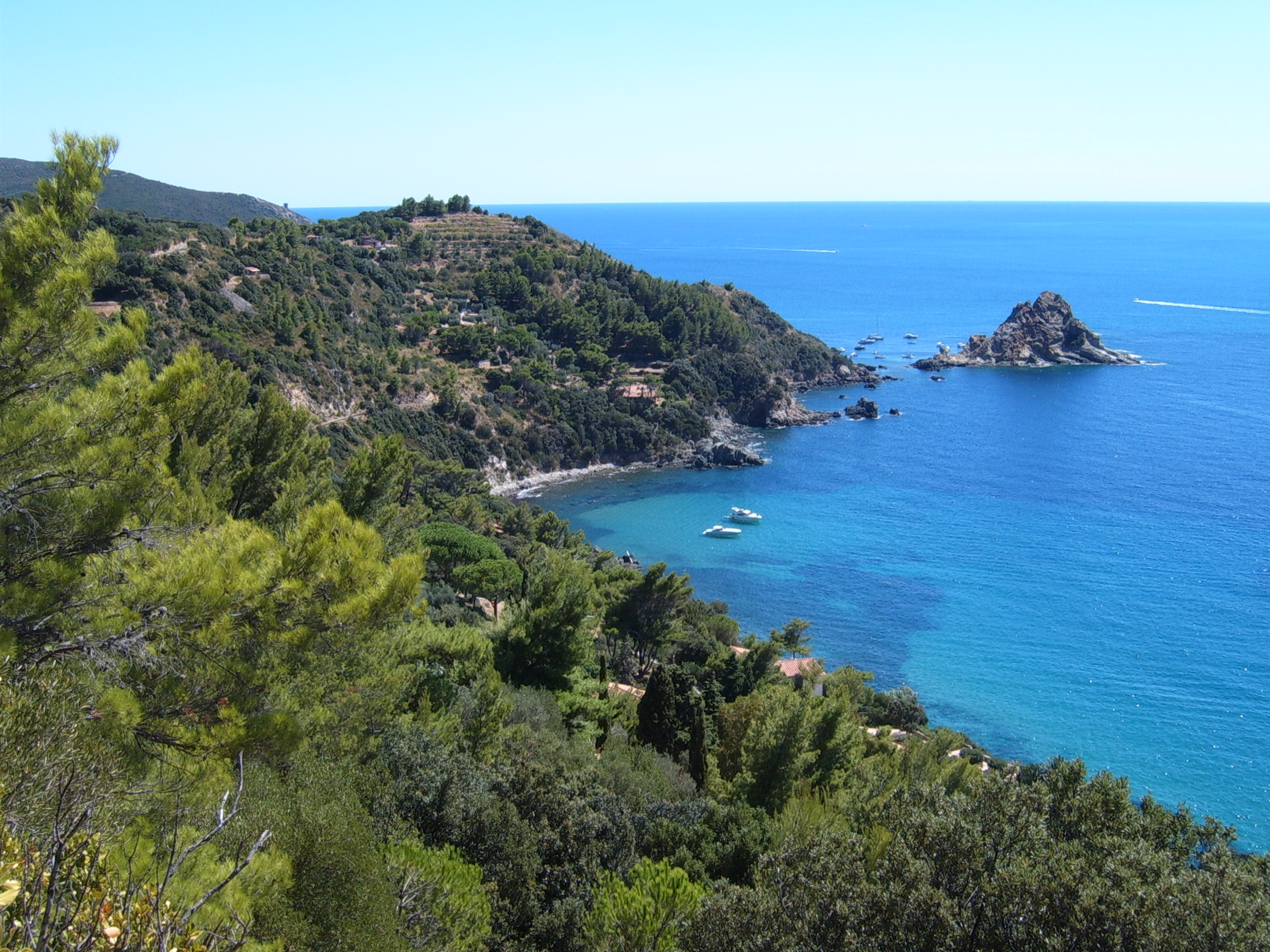
Monte Argentario, Toskana

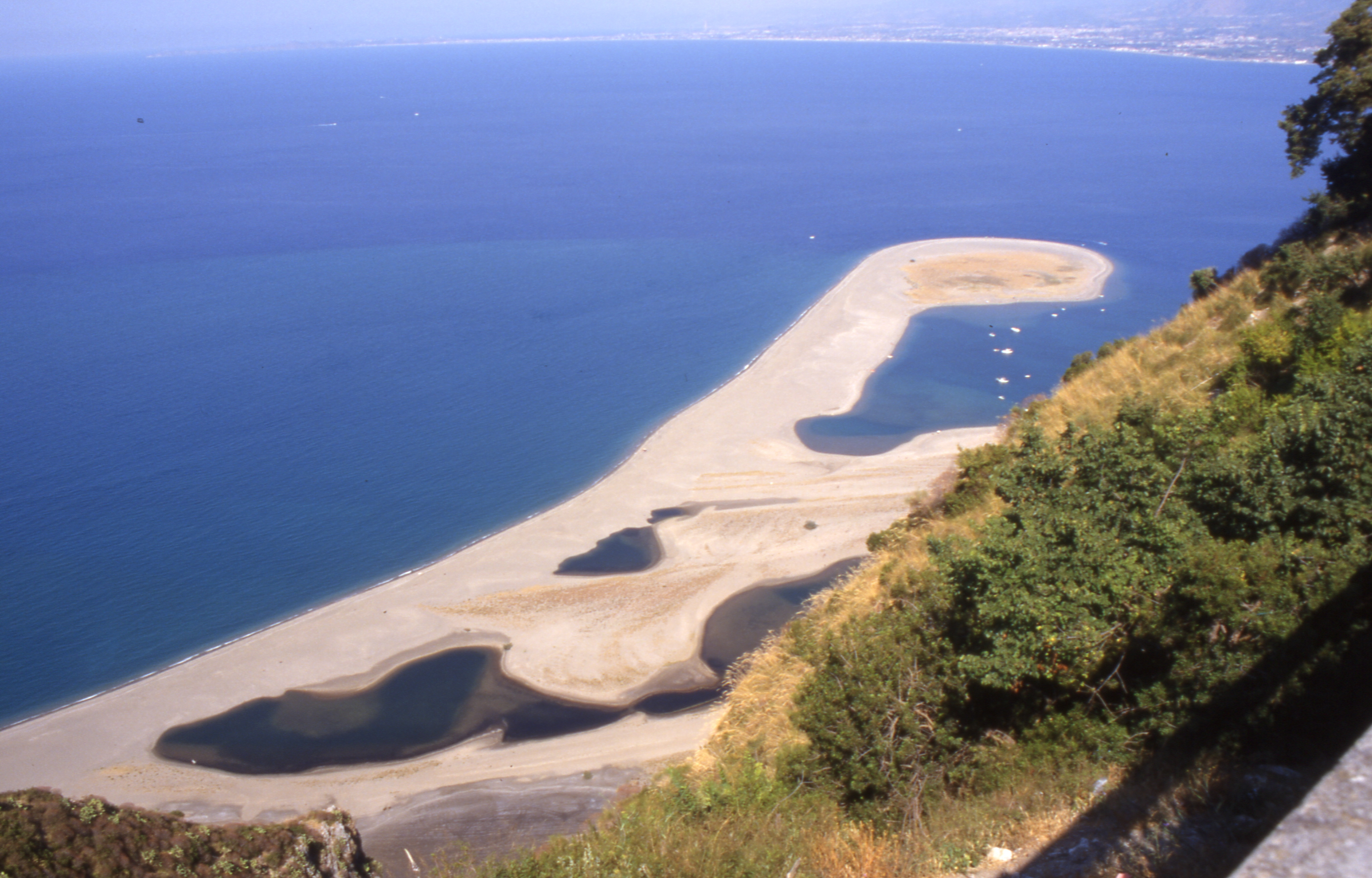
Lagune bei Tindari auf Sizilien

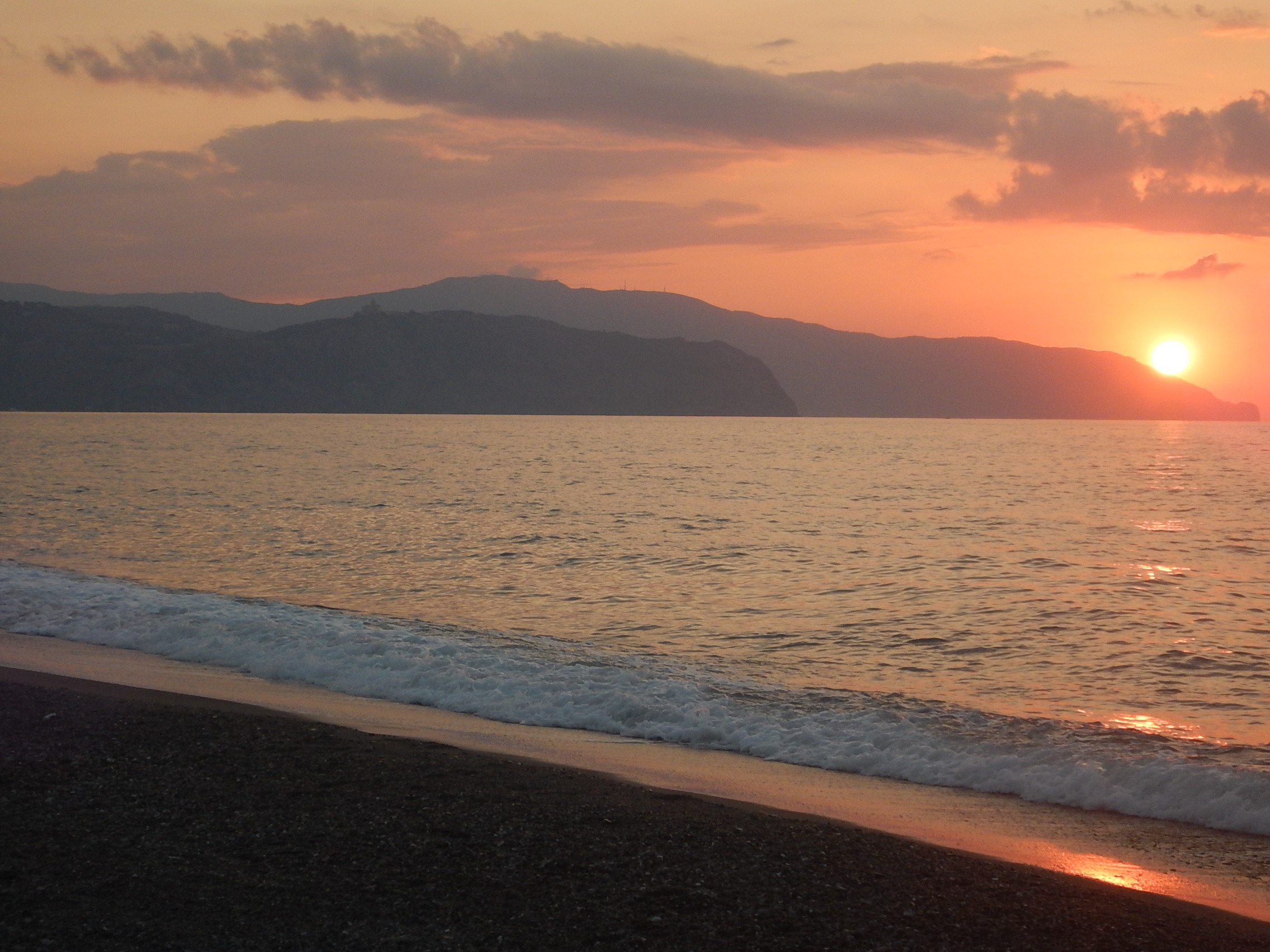
Terme Vigliatore, Sizilien

Die gesamte Westküste Italiens ist von Flussmündungen und Erosionsrinnen durchzogen und bietet so zahlreiche natürliche Häfen. Die meisten dieser Flüsse sind vergleichsweise kurz und haben kleine Entwässerungsgebiete. Die wenigen Ebenen, außer der Poebene, die Italien besitzt, grenzen meist an die Küsten, am zentralen Tyrrhenischen Meer sind dies die Maremma, die Pontinische Ebene und die kampanischen Ebenen. Die zahlreichen Strände an der Tyrrhenischen Küste sind meist landseitig von Felsen umgeben und im Vergleich mit anderen Stränden Italiens schmal.
Die Küsten der Toskana und des Latium bestehen vor allem aus langen, gewundenen Sandstränden, die gelegentlich von Felsformationen unterbrochen werden. Die Strände sind Fortsetzungen der Küstenebenen, die die zahlreichen Flüsse aus dem Apennin auf ihrem Weg nach Westen geformt haben. Die Küste ist tiefliegend und flach, bis in die Moderne hinein war der Bereich direkt hinter den Sandbänken von Feuchtgebieten und Lagunen ausgefüllt, die erst in den letzten Jahrhunderten entwässert wurden. Insbesondere im Mittelalter versumpfte die Küste, wuchs aber auch ins Meer, während sie seit dem 20. Jahrhundert teilweise dramatischen Erosionsprozessen ausgesetzt ist.
Kalabrien, Sardinien und Sizilien weisen einen hohen Anteil vergleichsweise steiler Kiesstrände auf. Meist bestehen sie aus kurzen Strandabschnitten, die sich zwischen ins Meer ragenden Felsen befinden. Insbesondere Sardinien weist mit seiner Ostküste eine fast ausschließliche Felsküste auf, während sonst Fels- und Strandabschnitte in stetigem Wechseln vorkommen, der Felsanteil nach Süden hin leicht zunimmt. An der Küste des Golf von Cagliari befindet sich aber auch das größte bestehende Marschgebiet der Tyrrhenischen Küste auf Sardinien.
In den 1990er Jahren befanden sich in allen Regionen des italienischen Festlands Küsten des Tyrrhenischen Meeres auf dem Rückzug. Während 48 Prozent der Küsten Erosion unterlagen, wuchsen nur 6 Prozent der Küsten an. Insbesondere an der vergleichsweise kurzen Küste der Basilicata befindet sich die gesamte Küste auf dem Rückzug, die Erosion nimmt hier bedrohliche Formen für die Anwohner an. In Kalabrien sind 196 Kilometer Küstenlinie direkt von Erosion bedroht, in Sizilien 140 Kilometer, in der Toskana 122 Kilometer und in Latium sind es 117 Kilometer. Kampanien hat relativ stabile Küsten, etwa 80 Prozent seiner Küsten weisen keinen Rückgang auf. Insbesondere sind hier Flussmündungen betroffen. Aufgrund von Wasserwirtschaft und Sperrbauwerken erreichen viele Sedimente nicht mehr die Küste, was hier in den letzten Jahrzehnten den natürlichen Prozess stark zugunsten der Erosion verschoben hat. Ebenso begünstigen die zahlreichen Waldbrände die Erosion: Sind die Wälder verschwunden, werden Erdrutsche häufiger, die den Boden abtragen und ins Meer erodieren.

### Inseln
Im nördlichen Meer vor der Küste der Toskana befindet sich der Toskanische Archipel. Er liegt auf zwei verschiedenen Rücken. Einmal liegt dort der Pianosa-Sedimentrücken, zum anderen der Capraia-Montecristo-Rücken. In ihm befinden sich Inseln aus granitener Intrusion wie Elba oder Montecristo, während Capraia aus vulkanischem Extrusionsgestein besteht. Giglio wiederum ist eine Verlängerung des toskanischen Schelfs auf einem Horst. Zum toskanischen Archipel gehören zudem Gorgona und Giannutri.
Vor der Küste Latiums befinden sich die Pontinischen Inseln, namentlich Ponza, Gavi, Palmarola, Zannone, Ventotene und Santo Stefano. Sie sind etwa ein bis zwei Millionen Jahre alt und ebenfalls vulkanischen Ursprungs. Weiter im Süden vor der Küste Kampaniens liegen die Phlegräischen Inseln Ischia, Vivara, Procida und Nisida sowie Capri. Bis auf die letzte zeichnen explosive Eruptionen für ihr Entstehen verantwortlich.

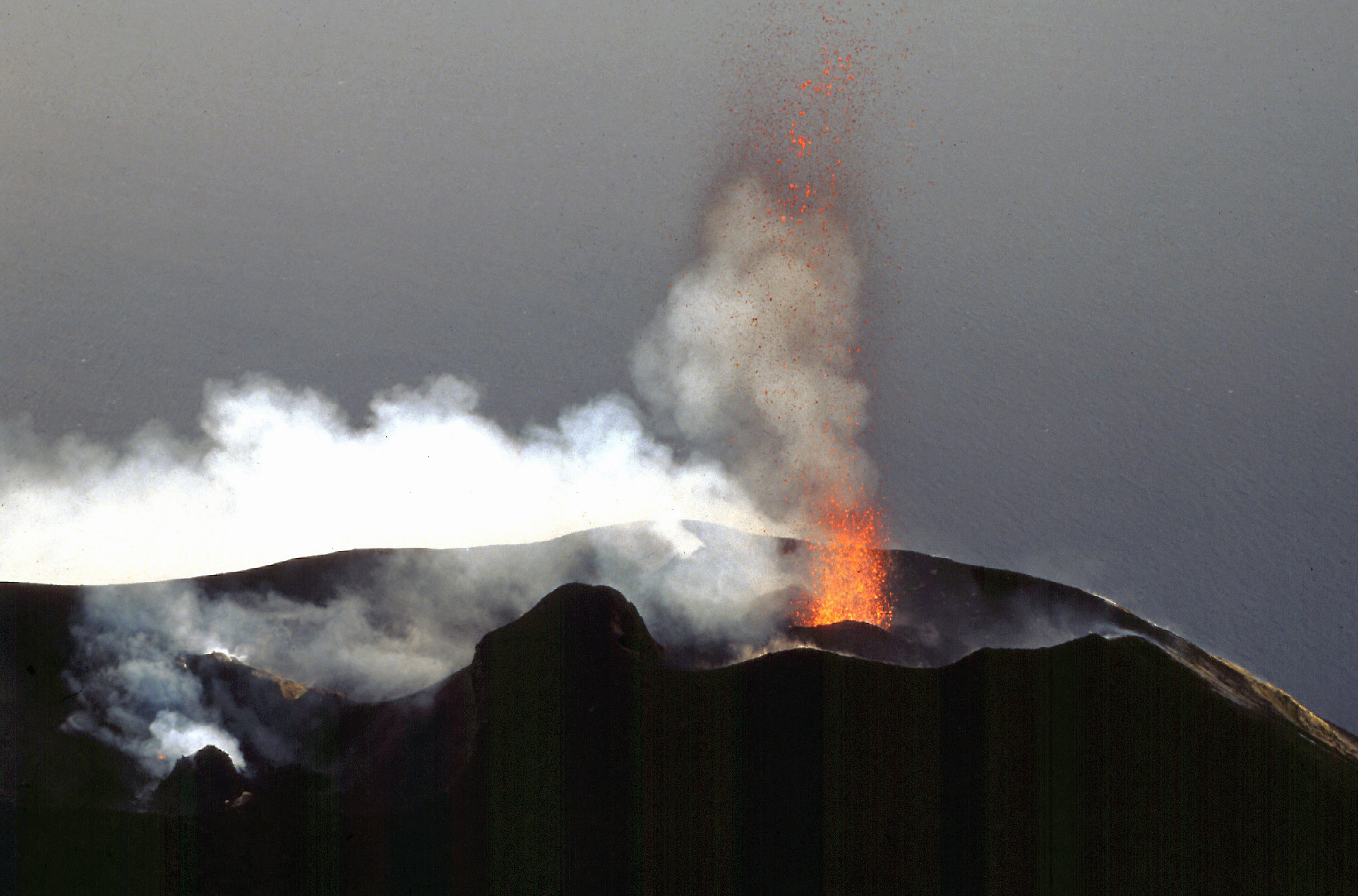
Stromboli
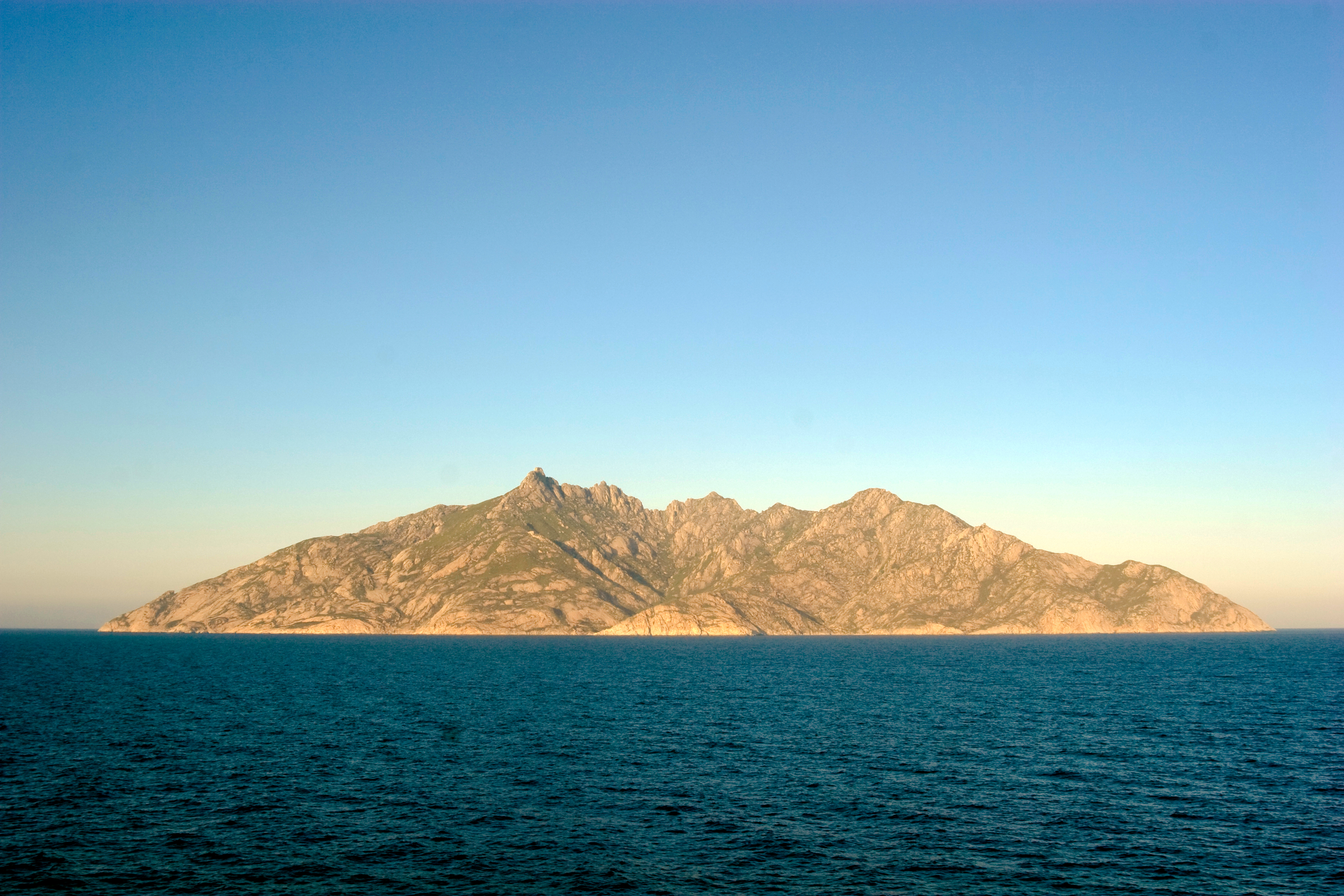
Montecristo
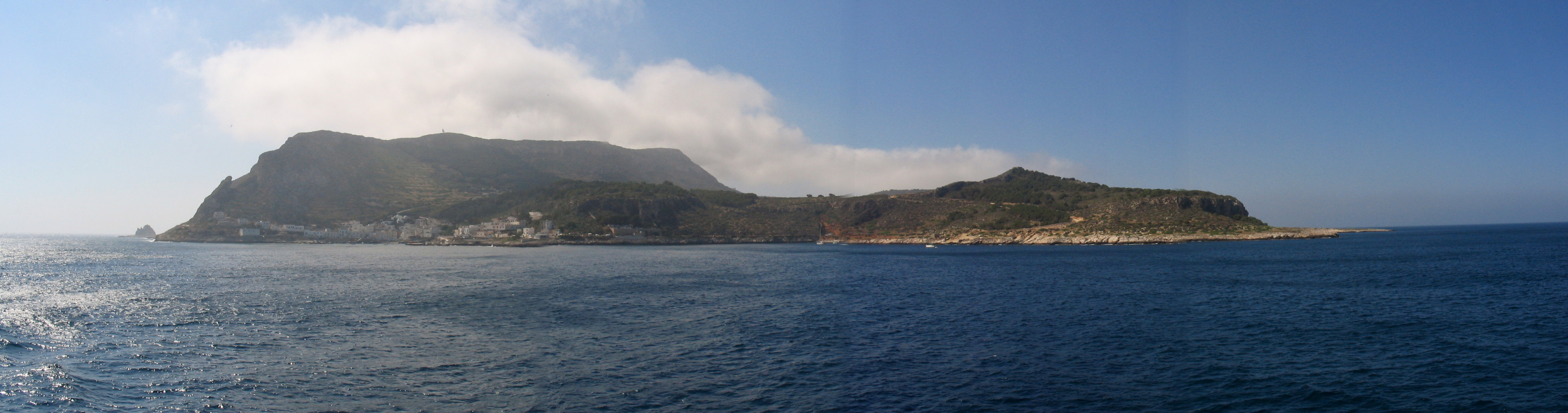
Levanzo
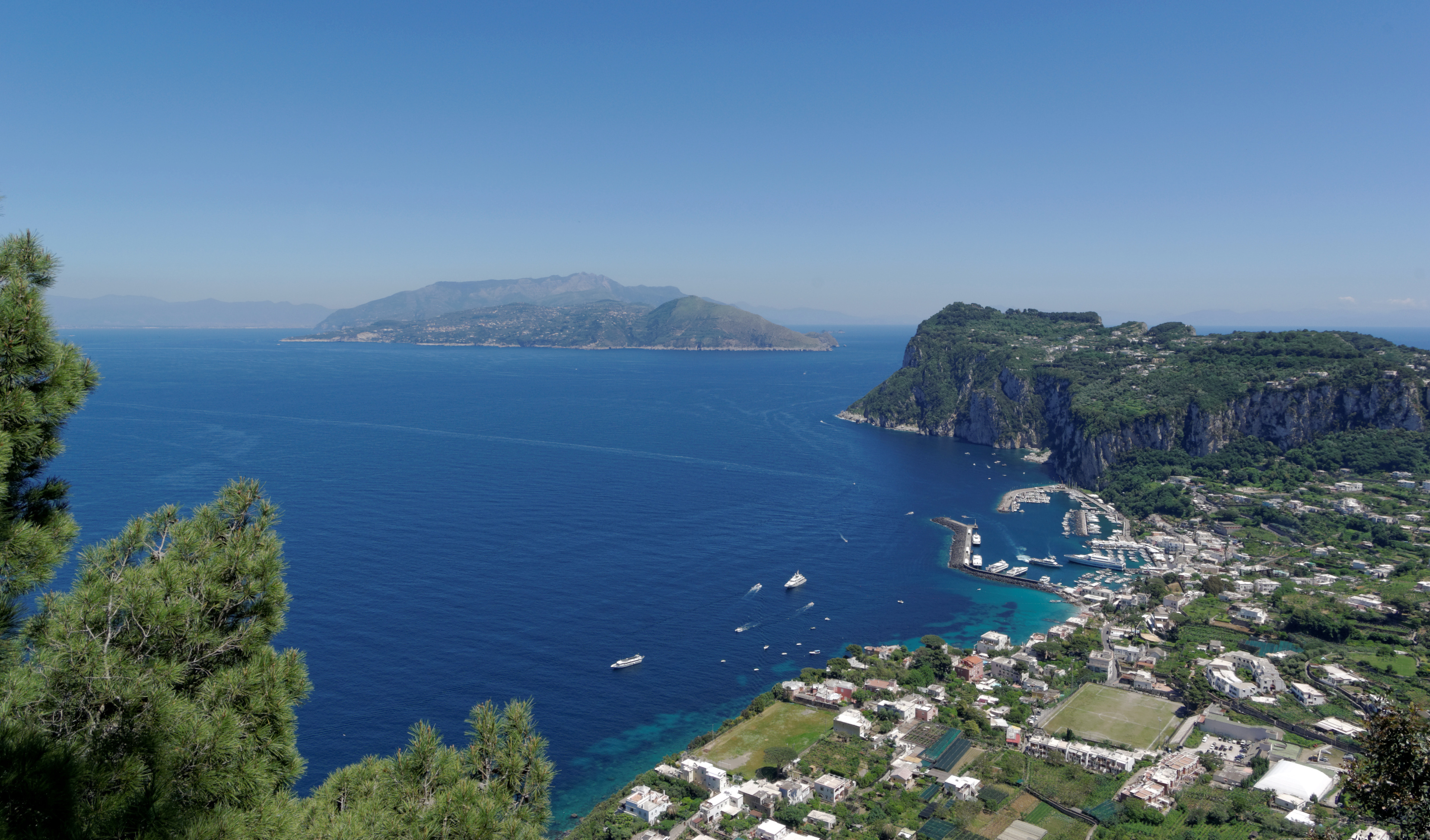
Capri

Die Liparischen Inseln sind vulkanischen Ursprungs und vermutlich Ergebnis einer Subduktionszone. Die Afrikanische Platte schob sich unter die Eurasische Platte. Ob es allerdings die Hauptplatten sind, die sich hier bewegen, oder mit ihnen verbundene Mikroplatten ist noch nicht abschließend erforscht. Die Wissenschaft hält bisher alle vier Varianten für möglich. Die Liparischen Inseln liegen nördlich Siziliens. Sie sind jünger als eine Million Jahre. Unter der Meeresoberfläche werden sie durch eine Reihe von Seamounts erweitert. Die Inseln weisen große Unterschiede auf, was Alter, Form und Aktivität angeht. Mehrere Vulkane scheinen erloschen, Lipari ist vermutlich noch aktiv, Vulcano bricht unregelmäßig aus und Stromboli, der sogenannte Leuchtturm des Mittelmeers, ist seit mindestens 200 Jahren fast durchgehend aktiv, Schätzungen gehen davon aus, dass dieser Zeitraum bis zu 2.500 Jahren betragen könnte. Die erloschenen Vulkaninseln dort sind Alicudi, Filicudi, Panarea und Salina; zu diesen zählt auch das westlich der Liparischen Inseln gelegene Ustica. Erosion hat hier schon die klare vulkanische Form verwischt, generell sind die Inseln nur dünn bevölkert. Inselchen wie Basiluzzo, Lisca Bianca, Strombolicchio sind erloschen und soweit erodiert, dass sie als Vulkane nicht mehr von außen erkennbar sind.
Westlich Siziliens und damit den südlichen Abschluss des Tyrrhenischen Meeres bildend liegen die Ägadischen Inseln, namentlich Favignana, Levanzo und Marettimo. Die korsische Küste bildet im Osten die Verlängerung des Korsischen Beckens unter dem Meer. Das Aleria-Plateau liegt an der Ostküste der Insel, bevor diese in die korsischen Alpen übergeht.

## Fauna

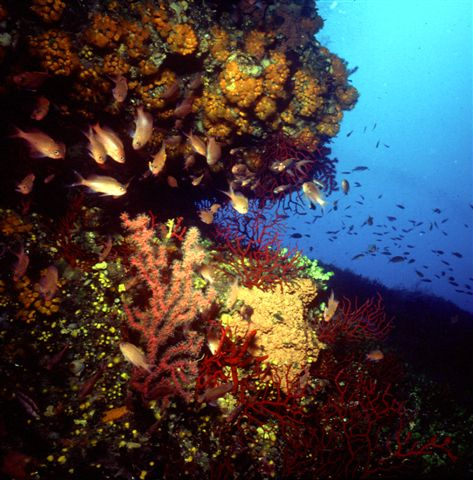
Unterwasserwelt vor der Küste Siziliens

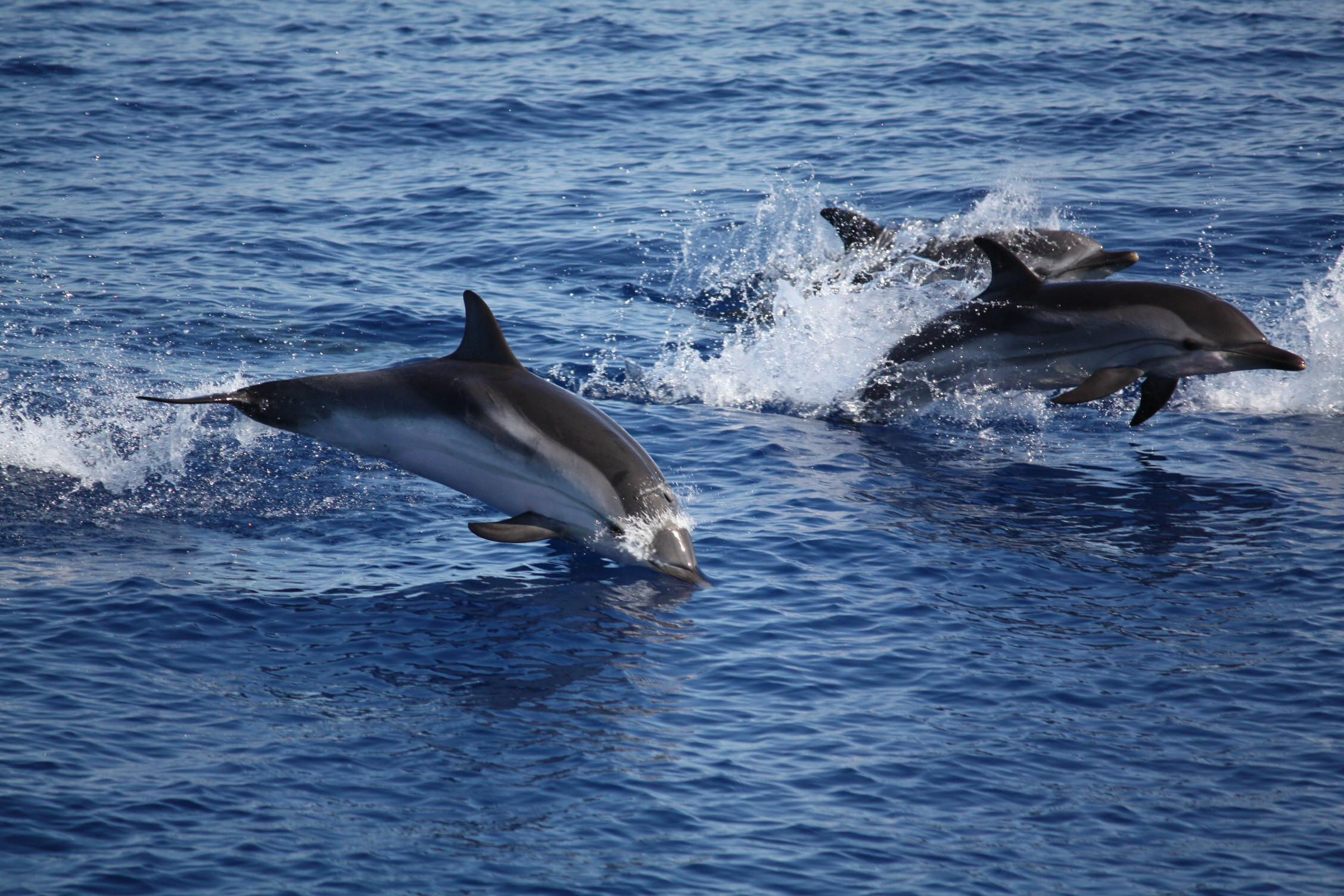
Streifendelfine vor der Nordküste Siziliens

Biogeographisch bildet das nördliche Tyrrhenische Meer zusammen mit dem Ligurischen Meer und dem Golfe du Lion eine Provinz. Das südtyrrhenische Meer wird entweder als eigene Provinz gezählt oder mit dem Ionischen Meer zusammengefasst. Teilweise wird die Straße von Messina wegen ihrer partikularen Zusammensetzung des Ökosystems als eigene Provinz angesehen. Generell sind die Arten im gesamten Mittelmeerraum mit nur geringen regionalen Unterschieden gleichmäßig verteilt. Die größten Unterschiede liegen hier weniger zwischen einzelnen Meeresbecken, als zwischen dem nördlichen und südlichen Mittelmeer. Verschiedene Einwanderungsschübe aus dem Atlantik und dem Schwarzen Meer brachten in der Erdgeschichte gemäßigte oder subtropische und tropische Arten ins Mittelmeer, die sich jetzt anhand des gerade herrschenden Klimas verteilen. Die nördlicheren Regionen weisen dabei eine deutlich geringere Zahl an subtropischen Arten auf als die südlichen.
Generell weist das Meer selbst, gemessen am Mittelmeer, eine niedrige Bioproduktivität auf. Einzig die Straße von Messina bildet hier eine Ausnahme. Im Meer selbst produzieren über dem Kontinentalschelf bei den Fischen Meerbrassen die höchste Biomasse mit 520 kg/km², gefolgt von Sardinen (340 kg/km²), Meerbarben (180), Seehechten (170), Makrelen (120) und Sardellen (40). Im Vergleich zum restlichen Mittelmeer kommen Sardinen und Sardellen damit eher spärlich vor, hingegen sind Centracanthidae (Barschartige) häufiger im Tyrrhenischen Meer zu finden als in anderen Mittelmeerbecken. Über dem Kontinentalabhang sind Blassrote Tiefseegarnelen Aristeus antennatus (20 kg/km²) und Langusten (10) vergleichsweise häufig. In den Abgründen der Tiefsee vermuteten Forscher lange Zeit überhaupt kein Leben, da das Leben dort in der Messinischen Salinitätskrise komplett ausgestorben sei und eventuelle nachwandernde Arten aus dem Atlantik nicht die 900 Meter flache Schwelle an der Straße von Gibraltar überwinden konnten. Mittlerweile gilt die Existenz einer Tiefsee-Fauna als gesichert, diese ist jedoch deutlich ärmer als im Atlantik. Aus der Tiefsee gibt es Hinweise auf Stumpfnasen-Sechskiemerhai und Spitzkopf-Siebenkiemerhaie, die sich als Boden-Aasfresser unter anderem von Walresten ernähren. Finnwale sind in der Region vorhanden.
Besonders artenreich sind die meist felsigen Bodenregionen an der Küste mit Edelkorallen-Biozönosen, Langusten und Meerbrassen. Diese in etwa 20 bis 1200 Metern Tiefe vorkommenden Lebensgemeinschaften sind von besonderer Bedeutung für das gesamte Mittelmeer. Von besonderer biologischer Bedeutung sind hier die Küsten Sardiniens, Siziliens und Kalabriens. Die Straße von Bonifacio und insbesondere die Straße von Messina bilden mit ihrem abwechslungsreichen Terrain und den komplexen hydrologischen Verhältnissen vergleichsweise vielen Arten einen Lebensraum und sind zudem wichtige Durchzugsgebiete in verschiedene Becken des Mittelmeers. Im Tyrrhenischen Meer leben diverse Tiefseekorallen. Für die Art Madrepora oculata aus der Familie der Oculinidae fertigte Carl von Linné die Erstbeschreibung anhand von Exemplaren aus Sizilien und dem Tyrrhenischen Meer. Häufig in einer Tiefe zwischen 200 und 1200 Meter sind Exemplare von Desmophyllum dianthus aus der Familie der Caryophylliidae. Korallen der Gattung Lophelia sind seltener und stark im Rückgang begriffen, aber beispielsweise an der Küste Sizilien ebenso vorhanden.

## Mensch auf und im Meer

### Fischerei
Die Ernährungs- und Landwirtschaftsorganisation der UNO zählt das Tyrrhenische Meer zur statistischen Region Sardinien, die zusätzlich das Ligurische Meer, das offene Mittelmeer südlich Siziliens und Sardiniens sowie einen Streifen Wasser westlich von Sardinien und Korsika umfasst. In diesem Gebiet fischen vor allem italienische Boote. Einzig in den südlichen Bereichen des Gebiets, vor allem außerhalb des Tyrrhenischen Meers, kommen tunesische Fischer vor.
Die italienische Fischereiflotte selbst konzentriert sich zu zwei Dritteln im Tyrrhenischen bzw. Ligurischen Meer und dort vor allem in der nördlichen Hälfte. Bis Mitte der 1990er Jahre bestand sie vor allem aus kleinen Booten mit weniger als 10 BRT, deren Motoren weniger als 100 PS hatten. Die von Sardinien aus fischende Flotte bestand nur aus solchen Booten. Wichtigste Fangobjekte waren 1991 abgeerntete Muscheln, im freien Fang waren es Sardinen, Sardellen, Seehechte und Oktopusse. Das Vorkommen der wichtigsten Speisefische Sardine und Sardelle liegt dabei deutlich unter dem im übrigen Mittelmeer.

### Handelsschifffahrt

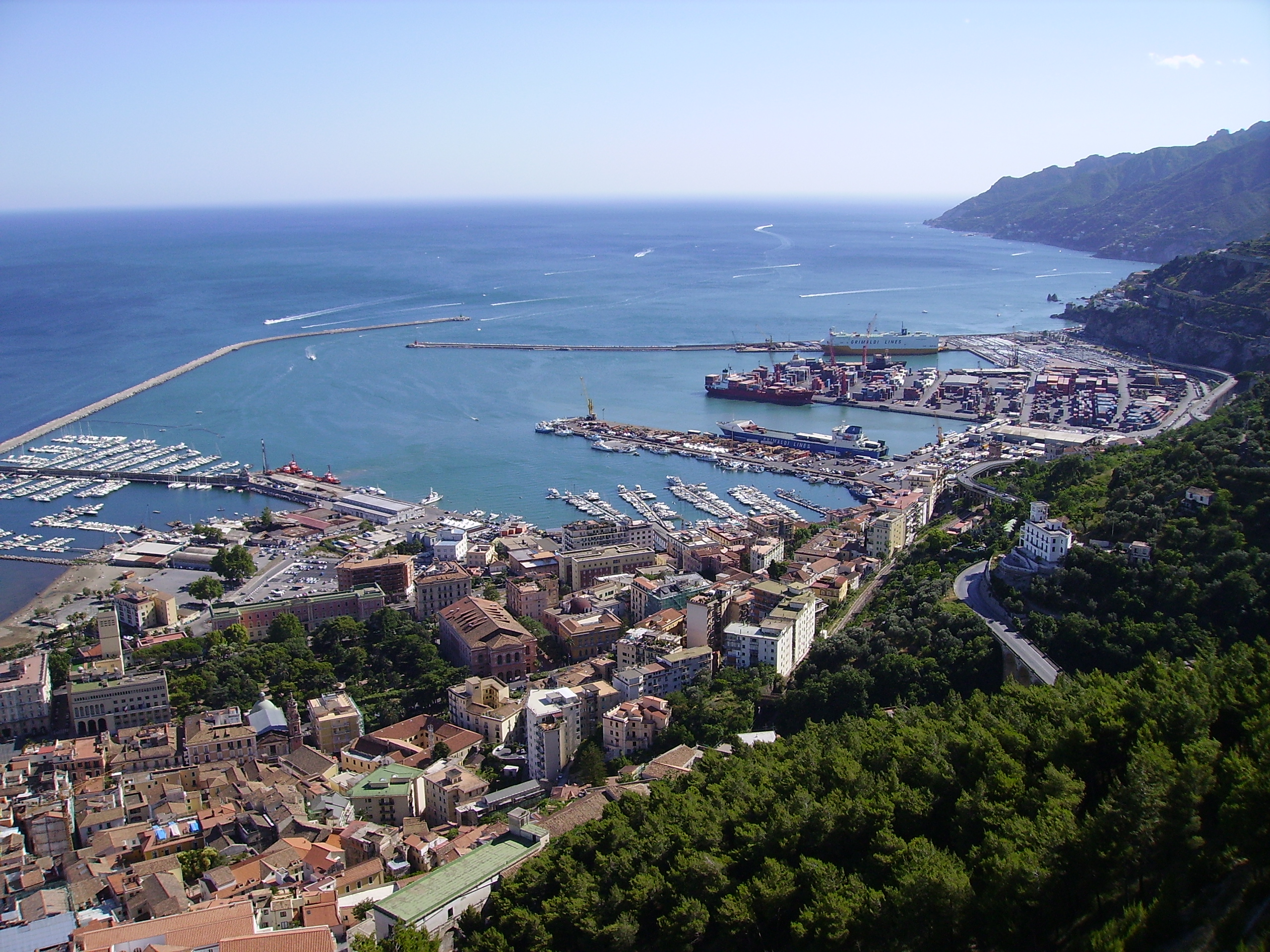
Blick auf den Hafen von Salerno

Von den etwa 200 Häfen Italiens liegt der größte Teil am Tyrrhenischen Meer. Im Vergleich zur Adria hat die italienische Westküste sowohl die günstigeren natürlichen Bedingungen für Häfen als auch die bessere Anbindung an die Handelsrouten in Richtung Atlantik. Hier wie dort besteht eine etabliertere Seefahrts- und Schiffbautradition. Die Wetterbedingungen auf dem Tyrrhenischen Meer sind konstanter und im Schnitt weniger gefährlich als auf der Adria.
Von den sechs Gruppen wichtiger Häfen liegen vier zumindest teilweise am Tyrrhenischen Meer: Die sogenannte Gruppe der nordtyrrhenischen Häfen liegt teilweise am Ligurischen Meer (Genua, Savona), teilweise an der Grenze zum (La Spezia) beziehungsweise am Tyrrhenischen Meer (Livorno). Alle Häfen spielen aber entscheidende Rollen beim Schiffsverkehr, der durch das Tyrrhenische Meer verläuft. Sie stellten in der Zeit der italienischen Stadtstaaten wichtige Faktoren der Machtpolitik dar. Noch etwas weiter im Nordwesten spielt das französische Marseille eine entscheidende Rolle, da die Route von Marseille aus nach Osten durch das Tyrrhenische Meer führt. Die südtyrrhenische Gruppe (Neapel und Salerno) liegt komplett am Tyrrhenischen Meer. Die sizilianischen (Palermo) und sardinischen Häfen bilden zwei weitere Gruppen, können sich in ihrer ökonomischen Bedeutung jedoch nicht mit den großen Festlandshäfen messen. Wichtigster Hafen Korsikas ist Bastia. Die meisten Schiffs- und Passagierbewegungen finden in Neapel statt, da es hier jedoch vergleichsweise wenig Frachtumschlag gibt, ist der ökonomisch größte Hafen Italiens der von Genua.
Dennoch sind die Häfen des Mittelmeers weitgehend von den großen Strömen des Welthandels abgeschnitten und liegen in ökonomischer Hinsicht weit hinter denen der Nordrange. Eine leichte Verbesserung gelang durch die Eröffnung eines großen Containerterminals in Gioia Tauro Mitte der 1990er Jahre. Dieser, nur wenige Seemeilen von der Hauptroute durch das Mittelmeer entfernt gelegen, dient vor allem als Umschlaghafen der globalen Schiffsrouten für etwa weitere 50 Häfen in Mittelmeerraum, etwa 95 Prozent des Containerumschlags in Gioia Tauro verlassen den Hafen wieder per Schiff. Fertigte der Hafen 1995 noch insgesamt 50 Schiffe mit 16.000 Standardcontainern ab, stieg dieser Wert bis zum Jahr 2000 auf mehr als 3000 Schiffe mit 2,6 Millionen Standardcontainern. Der Hafen schlägt mittlerweile mehr Container um als der Hafen von Genua.

### Militär

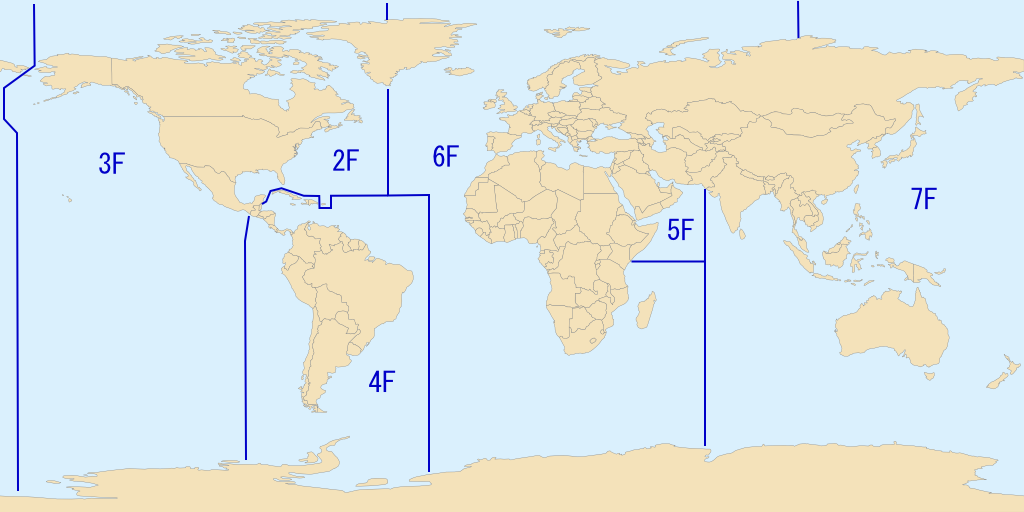
Zuständigkeitsbereich der 6. US-Flotte, deren Hauptquartier Neapel ist.

Am Tyrrhenischen Meer liegen bedeutende Einrichtungen der NATO und der United States Navy, von denen sich die wichtigsten in Neapel konzentrieren. Die NATO unterhält dort das Allied Joint Force Command Naples, eines von drei operativen Hauptkommandos in Europa, und mit dem Component Command Maritime Naples (CC-MAR Naples) zusätzlich das Oberkommando über die NATO-Seestreitkräfte in Südeuropa. Die USA haben in Neapel die Zentrale der Marine in Europa, der United States Naval Forces Europe, eingerichtet. Das Hauptquartier der 6. US-Flotte wechselt seit 2004 von Gaeta bei Rom ebenfalls dorthin. Obwohl zur 6. Flotte dauerhaft nur das Kommandoschiff Mount Whitney und einige kleinere Unterstützungsschiffe gehören, handelt es sich bei ihr zeitweise um die schlagkräftigste Marinegruppe der Welt. Prinzipiell gehört jedes Schiff zur 6. Flotte, das sich in ihrem Zuständigkeitsbereich befindet. Ihre Größe kann deshalb zeitweise mehrere Flugzeugträgergruppen umfassen. In Neapel befinden sich dauerhaft etwa 16.000 Amerikaner, die direkt oder indirekt zur dortigen Marinebasis gehören. Eine kleinere Marinebasis der USA/NATO befand sich im La-Maddalena-Archipel vor Sardinien (bis 2008). Camp Darby bei Livorno dient dem US-Militär als Nachschubbasis für Aktionen im Mittelmeerraum.
Die US-Navy ist in diesem Bereich des Mittelmeeres seit 1815 präsent. Die Basen sind die ältesten US-Basen in Italien und befinden sich dort seit dem Ende des Zweiten Weltkriegs. In den Jahren seit 1990 sind sie stark gewachsen, da sich die US-Militäroperationen stärker in Richtung des östlichen Mittelmeers und des Nahen Ostens verschoben haben und die Häfen am Tyrrhenischen Meer als Ausgangspunkte dienen. Das Kommando der United States Naval Forces zog nach dem Ende des Kalten Krieges von London nach Neapel. Neue Basen kamen in Ost-Sizilien hinzu, der Stützpunkt Sigonella dient vor allem als Logistikzentrum für die 6. Flotte und hat sich zwischen den späten 1970ern und 1990 in ihrer Größe verdreifacht. Von 1990 bis 2009 wuchs die Mannschaftsstärke in Sigonella von 500 auf 3000 Mann.
Einer der beiden Hauptstützpunkte der italienischen Marina Militare liegt in La Spezia, wo neben dem italienischen Flaggschiff, dem Flugzeugträger Cavour, Fregatten, Minenleger und Spezialkräfte stationiert sind. In Augusta auf Sizilien knapp jenseits des Tyrrhenischen Meeres liegen die Küstenwache und Patrouillenboote für den Mittelmeerraum, kleinere italienische Marinebasen auch noch auf La Maddalena und in Cagliari.

### Tourismus und Personenschifffahrt

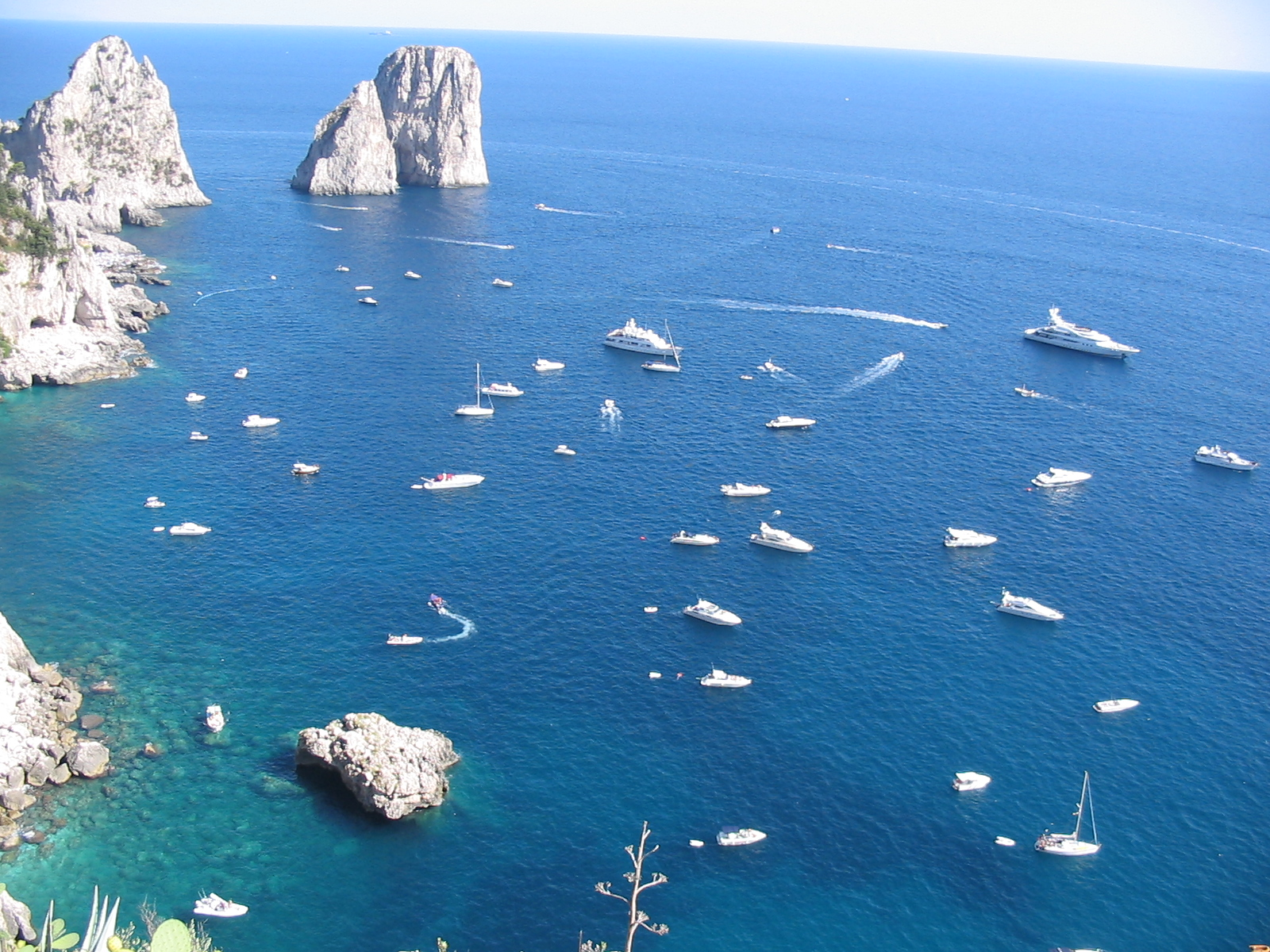
Sportboote vor Capri

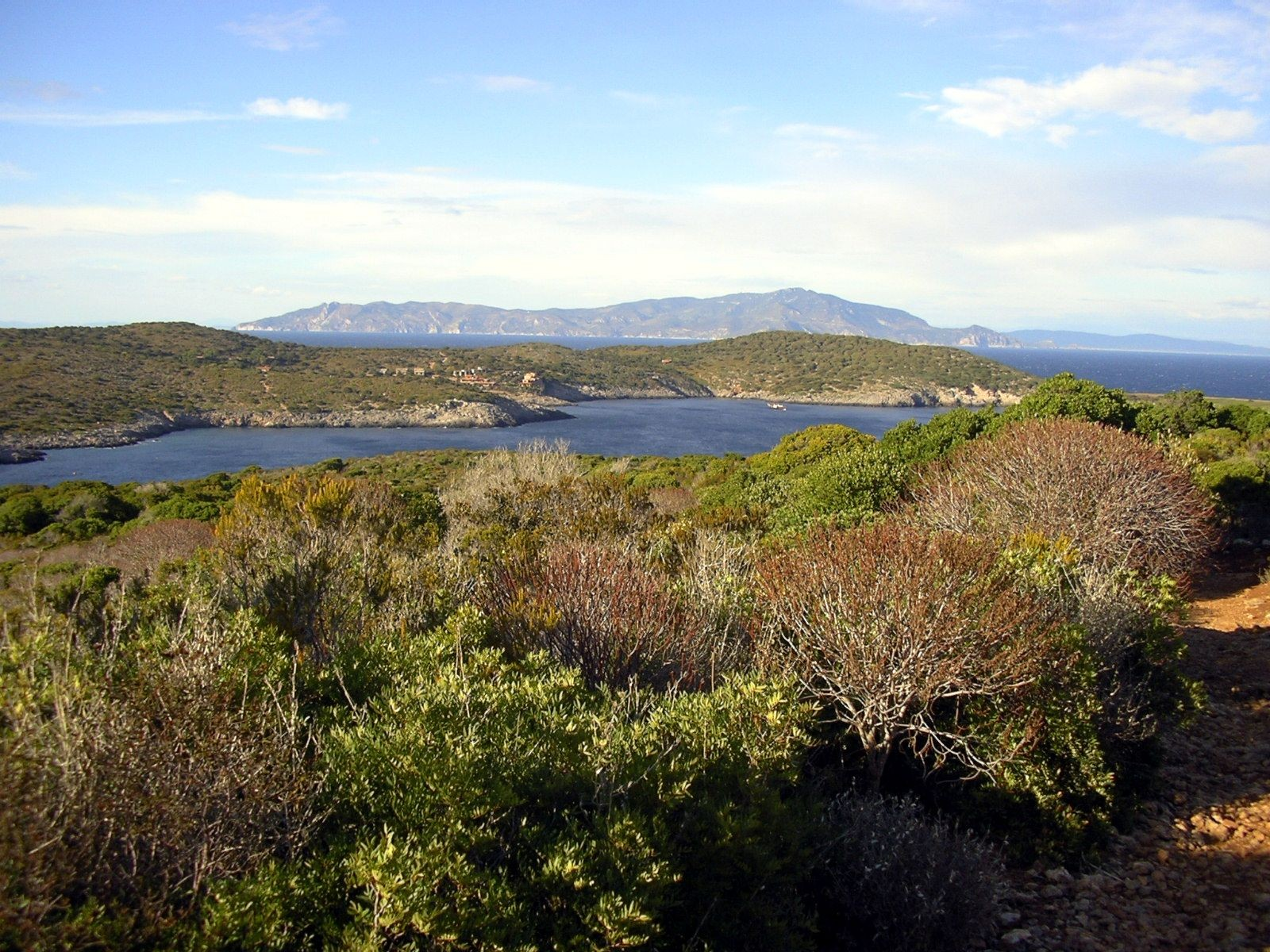
Giannutri

Das Tyrrhenische Meer ist Teil des Mittelmeers, auf das 30 Prozent des gesamten weltweiten Tourismus entfallen, wovon drei Viertel wiederum in den vier EU-Mitgliedsländern Spanien, Frankreich, Italien und Griechenland stattfindet. In den letzten Jahrzehnten hat dabei sowohl die Bevölkerungszahl als auch die Touristenzahl an den italienischen Küsten zugenommen. Mittlerweile sind viele Kilometer lange Abschnitte der Küste komplett bebaut. Über die Hälfte der 20 Strandabschnitte Italiens, die noch länger als 20 Kilometer durchgehend frei sind, liegt an der sardischen Küste.
Die gesamte Küste des Tyrrhenischen Meeres ist ein häufig frequentiertes Feriengebiet aus ganz Europa. Eine der Wurzeln des Tourismus sind die Grand Tours. Während des 18. Jahrhunderts war der Golf von Neapel die traditionelle letzte Station dieser Grand Tours. Galt die, damals noch sumpfige und von nicht entwässerten Marschgebieten geprägte, Tyrrhenische Küste weiter im Norden als abstoßend, schätzten die Reisenden die Aussicht am Golf von Neapel. Das weiter südliche Kampanien, Kalabrien und Sizilien galten noch als Ausläufer Afrikas, die nicht zur Zivilisation gehörten. Erst in den letzten Jahrzehnten des 18. Jahrhunderts begannen die Reisenden sich auch weiter nach Süden vorzuwagen und integrierten den äußerten Süden Italiens in ihre Touren.
Das Meer wird von Fährlinien durchzogen. Bedeutende Verbindungen verlaufen teilweise kleinräumig, wie im Golf von Neapel und entlang der Amalfiküste, als auch quer über das Meer durch Verbindungen vom italienischen Festland nach Korsika und Sardinien. Wie das ganze Mittelmeer ist auch das Tyrrhenische Meer als Gebiet für Segler beliebt. Insbesondere in der Toskana im Übergangsgebiet zum Ligurischen Meer herrscht eine der höchsten Yachtdichten der Welt. Dazu tragen sowohl die lange Tourismustradition der Gegend als auch das überwiegend freundliche und einfach zu segelnde Wetter bei, wie die gut und einfach von See zu erreichenden Häfen.

### Umweltverschmutzung und Umweltschutz
Bis in die 1990er Jahre hinein befand sich das Tyrrhenische Meer in einem besseren Zustand als die Adria. Algenblüten und Fischsterben beschränkten sich auf einzelne Episoden vergleichsweise kurzer Dauer in begrenzten Gebieten. Besonders anfällig für Eutrophierung sind dabei die Flussmündung des Tibers, die Küste vor Pisa, die Buchten von Neapel und Palermo sowie die Nordwestküste Siziliens.
Das Meer litt auch darunter, dass bis vor wenigen Jahren viele italienische Städte ihre Abwässer ungeklärt einleiteten. Hier war wieder besonders die Mündung des Tibers betroffen. Cinnabarit-Minen in der Toskana wiederum trugen dazu bei, die Quecksilber-Werte im nördlichen Tyrrhenischen Meer anzuheben. In den Sedimenten wurde eine besonders hohe Konzentration an Mikroplastik, von bis zu 1,9 Millionen Stück pro Quadratmeter, gemessen. Dabei wurden nur Partikel von maximal einem Millimeter Länge berücksichtigt. Die Tourismusindustrie übt einen erheblichen Druck auf die bestehende Umwelt aus. Besonders gefährdet sind hier laut WWF die sardinisch-korsische Küste und die südliche Festlandsküste Italiens.
Meeresschutzgebiete befinden sich beispielsweise zwischen Sardinien und Korsika oder um Ustica bei Sizilien. Der Parco nazionale dell’Arcipelago Toscano umfasst ein 67.500 Hektar großes Meeresschutzgebiet, ein Naturschutzgebiet auf Montecristo und daneben die Landgebiete von Capraia, Gorgona und Giannutri sowie deren Küstengewässer bis 100 Meter Wassertiefe. Die Inseln außer Montecristo sind dabei in drei Schutzzonen eingeteilt.

## Geschichte

### Altertum und Frühmittelalter

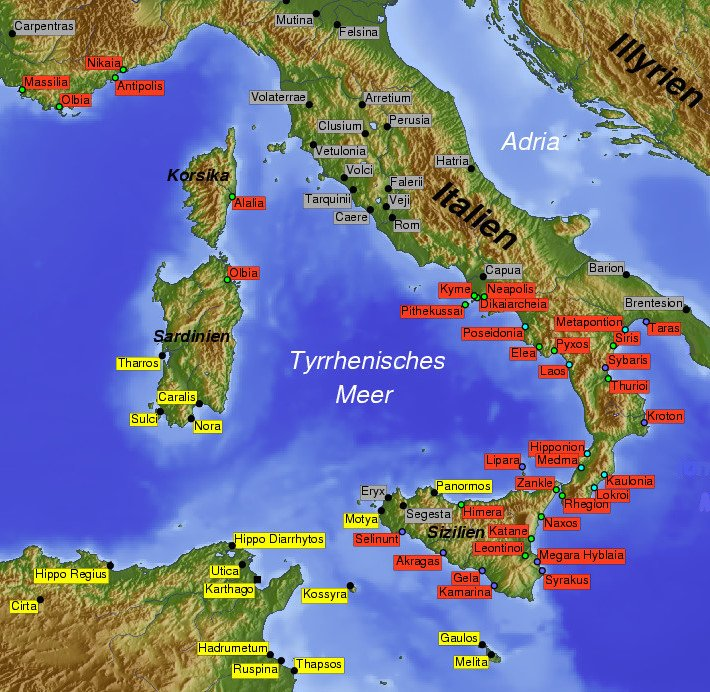
Griechische (rot), phönizische (gelb) und andere (grau, vor allem etruskische) Städte im Raum des Tyrrhenischen Meers, 800–600 v. Chr.

Das Tyrrhenische Meer ist an allen Küsten von bevölkerungsreichen Regionen umgeben, die eine lange Besiedlungsgeschichte aufweisen. Abgesehen vom Römischen Reich gelang es bis in die Moderne keiner Macht, alleine Kontrolle über das Meer zu gewinnen. Zentrale umstrittene Gebiete waren dabei immer das große Wassergebiet in der Mitte sowie die beiden Meerengen, die den Ausgang ins Ligurische Meer und ins offene Mittelmeer darstellten.
Zu Beginn schriftlicher Aufzeichnungen dominierten die Etrusker in der Toskana den zentralen Teil des Tyrrhenischen Meeres, griechische Kolonien der Magna Graecia auf Sizilien (Syrakus) und im Süden der Apenninhalbinsel kontrollierten den Süden, während Karthager, die in Tunesien, auf Sardinien, Korsika und in West-Sizilien siedelten, die westlichen Ausfahrten kontrollierten. Im Nordwesten war die griechische Kolonie Massalia (heute Marseille) ein wichtiger Einflussfaktor. Griechische Seefahrer nutzten vermutlich im 8. und 7. Jahrhundert v. Chr. das Meer als direkten Weg zwischen der Ägäis und Marseille und etablierten dafür beispielsweise ein Handelszentrum in der etruskischen Stadt Gravisca, sie waren offensichtlich in vielen Städten der Etrusker willkommen. Aus den Jahrhunderten danach sind Schilderungen überliefert, die das Meer als besonders reich an Piraten bezeichnen, so dass es als gefährlich für die Handelsschifffahrt galt. Die archäologischen Beweise sowohl für die Piraterie-These als auch für eine These als florierende Handelsstraße sind vergleichsweise dünn und die Geschichtswissenschaft ist für diesen Zeitraum vor allem auf Vermutungen angewiesen.
Dem Römischen Reich war das Tyrrhenische Meer der Zufahrtsweg nach Rom selbst und damit von zentraler ökonomischer Bedeutung. Die Zeit der Römer war bis in die Moderne die einzige Zeit, in der eine Macht eindeutig die Kontrolle über das Tyrrhenische Meer ausüben konnte. Dabei entwickelten sich mit den Verbindungen Alexandria-Rom und Karthago-Rom Haupthandelswege des Römischen Reichs, die die Stadt Rom mit ägyptischem und tunesischem Getreide versorgten. Eine der Hauptflotten der römischen Marine, die diese Kontrolle ausübte, war in Misenum am Golf von Neapel stationiert.
In der Spätantike und im Frühmittelalter nahm die Bedeutung des Tyrrhenischen Meers als Handelsweg zu. Da die Landverbindungen im Mittelmeerraum zunehmend unsicher und viele Seewege nicht mehr genutzt wurden, gab es etwa um 700 nur noch einen zuverlässigen Weg zwischen westlicher und östlicher Christenheit: von Rom aus durch das Tyrrhenische Meer und dann weiter ostwärts nach Konstantinopel. Die Häfen Süditaliens, vor allem Amalfi und Gaeta, aber auch Siziliens waren wichtige Anlaufpunkte, ebenso wie eine Verlängerung dieser christlichen Hauptroute weiter durch das Tyrrhenische Meer bis nach Marseille reichte. Die tyrrhenischen Häfen Amalfi und Gaeta waren zeitweise die Hauptträger des Handels Richtung Byzanz.
Mit der muslimischen Expansion erschienen in der zweiten Hälfte des 7. Jahrhunderts muslimische Seefahrer auf dem Mittelmeer. Ihre Macht- und Wirtschaftsstrukturen in Nordafrika und auf der Iberischen Halbinsel waren im 8. Jahrhundert so gut entwickelt, dass sich entlang der südlichen Mittelmeerküste ein zweiter Haupthandelsweg im Mittelmeer etablieren konnte. Dieser band den Handel an weit über das Mittelmeer hinausragende Räume an. Reisen über Nordafrika, mit einem Zwischenstopp in Sizilien, und dann weiter durch das Tyrrhenische Meer nach Norden wurden häufiger. Dieser Verkehr riss auch durch Kaperzüge im Tyrrhenischen Meer (775 nach Sardinien, 813 nach Rom) und die Eroberung Siziliens ab 827 nicht ab. Insbesondere das südliche Tyrrhenische Meer entwickelte sich im 8. und 9. Jahrhundert zur komplexesten und vielfältigsten Schifffahrtsregion des Mittelmeers. Das nördliche Tyrrhenische Meer und die Kommunikationswege nach Korsika und Sardinien waren hingegen heftig umkämpft, wobei, häufig bedingt durch die Quellenlage, muslimische Piraten das Bild bestimmten.

### Mittelalter und Renaissance

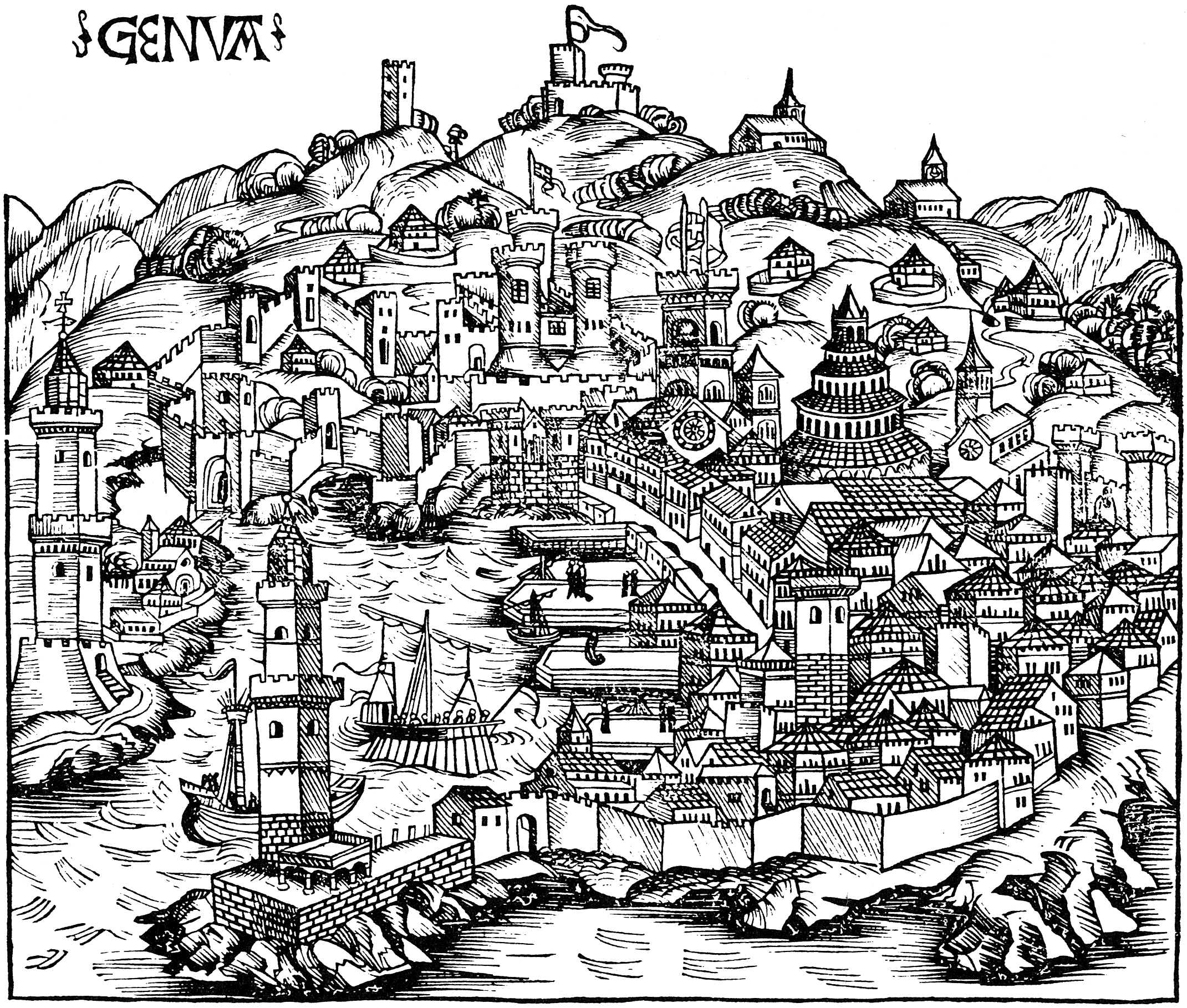
Von den vielen Mächten, die um das Tyrrhenische Meer stritten, war die Republik Genua eine der einflussreichsten. Hier eine Stadtansicht aus dem Jahr 1493.

Auch in den Jahrhunderten nach dem Zerfall des Weströmischen Reichs blieb das Meer ökonomisch bedeutend. Die Langobarden eroberten zwar den größten Teil des italienischen Festlandes, das Oströmische beziehungsweise Byzantinische Reich kontrollierte aber weiterhin die Küsten und die Inseln Süditaliens und damit den wirtschaftlich wertvolleren Teil des Landes.
Im 5. Jahrhundert kamen die Vandalen hinzu, im 8. die Sarazenen, im 11. Jahrhundert die Normannen und im 13. die Franzosen des Hauses Anjou. Im späteren Mittelalter war das Meer Schauplatz der intensiven Rivalität zwischen den beiden italienischen Stadtstaaten und Anliegern Pisa und Genua. Das Tyrrhenische Meer bildete allerdings einen wichtigen internen Handelsraum, der einen Großteil der Bedürfnisse der anliegenden Städte erfüllen konnte. Getreide kam aus Sizilien und bis etwa 1550 aus der Provence, Salz kam aus Trapani, Käse aus Sardinien, Wein aus Neapel, Pökelfleisch aus Korsika, Seide aus Sizilien oder Kalabrien, Früchte und Nüsse aus der Provence, Eisen aus Elba, Geld und Kapital aus Genua oder Florenz. Leder, Wolle, Gewürze und Färbemittel allerdings kamen von außen.
Im Hochmittelalter eintretende Küstenveränderungen hatten die Verlandung einzelner Häfen wie den von Luna zur Folge. Vor allem aber machten sarazenische Piraten seit dem 10. und 11. Jahrhundert das Meer unsicherer und behinderten die Handelsströme. Wichtigster Hafen der tyrrhenischen Festlandsküste war Pisa. Es stand im Wettbewerb mit anderen italienischen Stadtstaaten auf den Inseln oder am Ligurischen Meer und konnte Anfang des 11. Jahrhunderts seinen Einfluss auf Korsika und Sardinien ausdehnen. Die beiden Seemächte Genua und Pisa schreckten ebenso wie kleinere Akteure nicht davor zurück, sich als Piraten zu betätigen, wenn sie Handelsschiffe der jeweils anderen aufstöbern konnten. Die Auseinandersetzungen der beiden Seerepubliken kulminierten in der Seeschlacht bei Meloria im Jahr 1284, die mit einem entscheidenden Sieg Genuas über seinen Rivalen endete. Erst nachdem Genua im späten 13. Jahrhundert die Kontrolle über das Tyrrhenische Meer gewinnen konnte, konnte es sich als Handelsmacht im Wettbewerb mit der Republik Venedig behaupten. Genua kontrollierte das Tyrrhenische Meer zudem von seiner Kolonie auf Korsika aus.
Die toskanische Küste diente Genuas aufsteigender Konkurrentin Florenz als wichtigste Verbindung zum Meer in deren Wettstreit mit dem an der Adria gelegenen Venedig. Zeitweise besaß Florenz eine eigene Flotte, die vor allem in kleineren Häfen stationiert war, die weder zu Pisa noch zu Genua gehörten, doch war Florenz nie eine der bedeutenden Seemächte.
Weiter südlich konnte sich das Haus Anjou gegen die normannisch-staufische Herrschaft endgültig 1268 im Königreich Neapel und an dessen Küste etablieren, während das Königreich Aragon ihm 1282 Sizilien entriss und sich zwischen etwa 1322 und 1365 auf Sardinien durchsetzen konnte. Dort förderte man bei Iglesias Silber, doch rissen die Exporte ab, als es 1365–1423 zu einem Aufstand kam. Beide Inseln spielten für die Wirtschaftsentwicklung im Tyrrhenischen Meer eine abnehmende Rolle. 1442 fiel Aragon auch das Königreich Neapel zu, womit das Tyrrhenische Meer praktisch zu einem katalanischen wurde. Es verlor weiter an Bedeutung, da es überwiegend den Interessen Aragons diente. Mit der Vereinigung der iberischen Königreiche Aragon und Kastilien kamen die Inseln 1492 an Spanien. Bis in das 18. Jahrhundert dienten die Stützpunkte auf den Inseln zusammen mit Neapel als Ausgangspunkt für seine marinen Bestrebungen, doch geriet die Region wirtschaftlich weiter ins Abseits.

### Neuzeit und Moderne

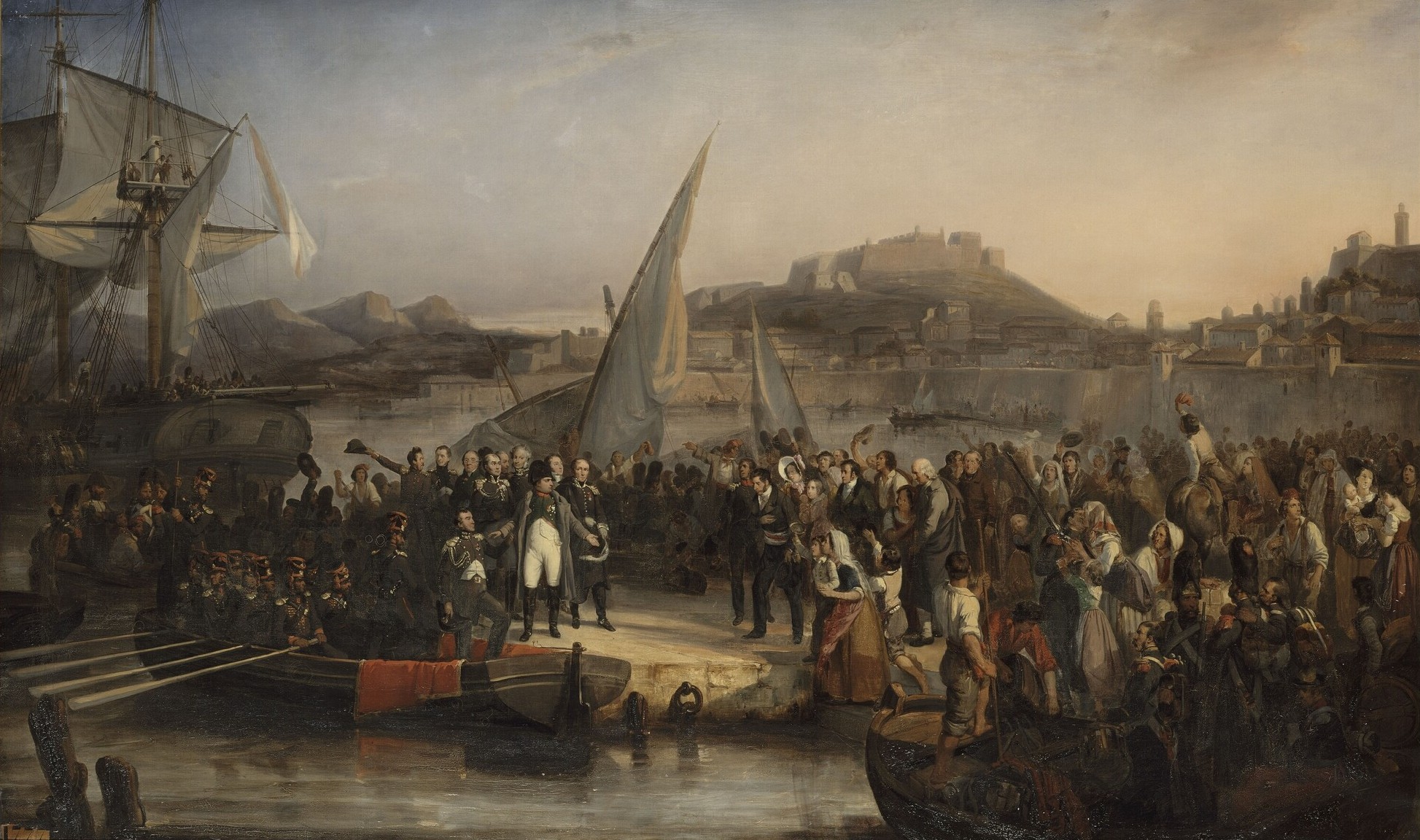
Napoleon verlässt Elba. Gemalt von Joseph Beaume, 1836

Frankreich kontrollierte Genua und damit seine Flotte ab etwa 1500, verlor die Vormachtstellung in der Region relativ schnell an die Habsburger und Karl V. Dieser hatte das Königreich Neapel geerbt und 1528 gelang es ihm, die Genuesen auf seine Seite zu ziehen, so dass er die größten Flotten direkt am Tyrrhenischen Meer kontrollierte. Die Habsburger waren nun zwar in der Lage, große Flotten aufzustellen, lösten diese aber aus Kostengründen meist relativ schnell wieder auf. Trotz theoretischer Überlegenheit übten sie eine dauerhafte Kontrolle des Tyrrhenischen Meeres nicht aus, so dass immer wieder Piraten oder Kriegsschiffe anderer Reiche in das Meer kamen.
Neben den Piraten der Barbareskenstaaten, die vor allem im Sommer zuschlugen, begannen Piraten aus England ein einträgliches Geschäftsfeld im westlichen Mittelmeer zu finden. Sie spezialisierten sich auf die Wintersaison. In den Auseinandersetzungen mit den Barbareskenstaaten beteiligten sich zahlreiche kleinere europäische Staaten, selbst auf Piraterie spezialisierte Ritterorden wie der Stephansorden in Livorno entstanden.
Mit dem Verblassen spanischer Macht gewannen vor allem Frankreich und Großbritannien an Einfluss im Mittelmeer. Das Tyrrhenische Meer spielte in den Auseinandersetzungen des 17. und 18. Jahrhunderts nur eine Nebenrolle. Während Frankreich im Nordteil des Meeres einen bedeutenden Einfluss ausüben konnte, dominierte das Vereinigte Königreich den Süden. Dort fühlte es sich sicher genug, um Napoleon Bonaparte nach Elba zu verbannen, scheinbar im sicheren Einflussbereich der britischen Flotte. Den größten Teil des 19. Jahrhunderts war das Vereinigte Königreich die wichtigste Macht im Tyrrhenischen Meer. Von seinen Militärbasen in Malta und im Ionischen Meer konnte das Land auch Kontrolle über das Tyrrhenische Meer ausüben. Die Royal Navy fuhr vielfach zu Machtdemonstrationen durch das Tyrrhenische Meer zu ihren Konsulaten in Palermo, Neapel, Civitavecchia bei Rom, Livorno und Genua.
Im späten 19. und 20. Jahrhundert bedeutete das Tyrrhenische Meer vor allem für die italienische Regia Marina eine Herausforderung. Die lange Küste bot Angreifern zahlreiche Möglichkeiten, während die inländischen Verkehrswege zu schlecht waren, um darauf rechtzeitig reagieren zu können. Die vielfachen guten Landungsmöglichkeiten an der Küste bedrohten insbesondere Rom und Neapel, die jeder überlegenen Flotte weitgehend schutzlos ausgeliefert gewesen wären. Die Verlegung des süditalienischen Marinestützpunkts von Neapel nach Taranto verschlimmerte das Problem, da Taranto nicht mehr am Tyrrhenischen Meer lag und der ganze Süden des Meeres durch die Marine nicht mehr schnell zu erreichen war. Italien reagierte mit dem Bau einiger großer Schlachtschiffe, die in Menge und Ausrüstung aber keineswegs der französischen und gar britischen Flotte gewachsen waren und vor allem dazu dienen sollten, an einigen strategisch wichtigen Plätzen eine Landung von Truppen zu verhindern. Zudem baute es die Befestigungen an der Straße von Messina und in La Maddalena an der Straße von Bonifacio. Der Schwerpunkt der italienischen Bestrebungen in der Zeit vor dem Ersten Weltkrieg lag aber in der Adria, wo die Flotte Österreich-Ungarns lag. Obwohl offiziell verbündet, betrachteten sich beide Militärführungen mit großem Misstrauen und rüsteten vor allem gegeneinander. Im Ersten Weltkrieg selbst spielte das Tyrrhenische Meer nur eine untergeordnete Rolle, die Hauptkampfhandlungen Italiens fanden im Adriatischen Meer statt, die Nachschubversorgung durch die westlichen Alliierten verlief vor allem entlang des Ligurischen Meers und des Hafens von Genua.
Zwischen den Weltkriegen gelang es Italien, Sizilien, Sardinien und Elba soweit militärisch zu befestigen, dass das Tyrrhenische Meer sicheres italienisches Territorium war, solange der faschistische Staat die Kontrolle über Sizilien behielt. Die Anfang des Krieges noch vorhandene französische Basis auf Korsika stellte vor allem für die Ligurische Küste eine Gefahr dar. In der Zeit seit dem Zweiten Weltkrieg spielte das Meer als sicherer Hafen eine Rolle. Italien selbst war für NATO und Sowjetunion nur ein sekundäres Ziel. Allerdings diente das an allen drei Seiten geschützte Meer als Rückzugsgebiet der NATO. Deren Flottenkommandos für Südeuropa befanden sich in Neapel und Gaeta, wo sowohl die US- als auch die italienische Marine wichtige Stützpunkte hatten und diese nutzten, um in die heißer umstrittenen Gebiete südlich und östlich von Italien vorzudringen.